# 北京地铁
北京地铁是服务于中华人民共和国北京市的城市轨道交通系统。截至2025年1月19日，北京地铁共有29条运营线路（包括24条地铁线路、1条中低速磁浮交通线路、2条现代有轨电车线路和2条机场轨道），组成覆盖北京市12个市辖区和河北省廊坊市广阳区、拥有523座运营车站、总长879公里运营线路的轨道交通系统。
截至2025年8月1日，北京地铁是全球运营里程最长的地铁系统（之一）。2014年以来，北京地铁的工作日日均客运量在1000万人次以上，北京地铁是北京市民的主要出行方式之一，并且在2019年7月12日创下单日客运量最高值，达到1375.38万人次。
北京地铁的规划始于1953年，始建于1965年，最早的线路竣工于1969年，是大中華地區首个地铁系统。北京地铁由多个国有或公私合营的企业分别运营不同的线路，其中京港地铁公司运营的4号线也是中国大陆首条采用政府和社会资本合作（PPP）模式建设和运营的轨道交通线路。目前，北京地铁正在进行大规模建设，预计到2025年底，北京地铁运营总里程将达到1,000千米。

## 总览
截至2025年6月，北京地铁已开通的线路包括1号线（包含已併入的八通线）、2号线、3号线、4号线（包含已併入的大兴线）、5号线、6号线、7号线、8号线、9号线、10号线、11号线、12号线、13号线、14号线、15号线、16号线、17号线、19号线、亦庄线、房山线、燕房线、S1线、昌平线、西郊线、首都机场线、大兴机场线和亦庄T1线，运营线路总里程879公里，共有522座运营车站。北京地铁实施业主和运营企业相互独立的体制，各线路设施的主要拥有者为北京市基础设施投资有限公司（简称京投）；而运营企业则有多家，1号线（含八通线）、2号线、3号线、5号线、6号线、7号线、8号线、9号线、10号线、11号线、12号线、13号线、15号线、亦庄线、昌平线、房山线、S1线的运营公司为北京市地铁运营有限公司，4号线（含大兴线）、14号线、16号线和17号线的运营公司是北京京港地铁有限公司，19号线、燕房线和大兴机场线的运营公司为北京市轨道交通运营管理有限公司，西郊线和亦庄T1线的运营公司为北京公交有轨电车有限公司，首都机场线的运营公司为北京京城地铁有限公司。不同运营企业所属的线路均接入京投管理的北京市轨道交通指挥中心，该中心负责北京地铁全路网的运行控制、调度指挥以及票款的统计。
|              |                |                |                |                |                |              |                     |                          |                                                                                 |  |
| 線路名稱     | 線路名稱       | 最早运营日期   | 最近延伸日期   | 起點站／終點站 | 起點站／終點站 | 車站數目     | 長度 （公里）       | 车型编组                 | 参考 资料                                                                       |  |
|              | █ 1号线        | 1971年1月15日  | 2021年8月29日  | 古城           | 四惠东         | 21           | 31.0                | 準6B                     | [ 參⁠ 20 ]                                                                       |  |
| █ 八通线     | 2003年12月27日 | 2021年8月29日  | 高碑店         | 环球度假区     | 13             | 23.4         | [ 參⁠ 21 ] [ 參⁠ 22 ] | 準6B                     |                                                                                 |  |
|              | █ 2号线        | 1971年1月15日  | 1987年12月28日 | 环线           | 环线           | 18           | 23.1                | 準6B                     | [ 參⁠ 23 ]                                                                       |  |
|              | █ 3号线        | 2024年12月15日 | -              | 東四十條       | 東壩北         | 10           | 14.7                | 4A（预留8A）             | [ 參⁠ 25 ]                                                                       |  |
|              | █ 4号线        | 2009年9月28日  | 2010年12月30日 | 安河桥北       | 公益西桥       | 24           | 28.2                | 6B                       | [ 參⁠ 26 ]                                                                       |  |
| █ 大兴线     | 2010年12月30日 | -              | 新宫           | 天宫院         | 11             | 21.8         | [ 參⁠ 27 ]           | 6B                       |                                                                                 |  |
|              | █ 5号线        | 2007年10月7日  | -              | 宋家庄         | 天通苑北       | 23           | 27.6                | 6B                       | [ 參⁠ 28 ]                                                                       |  |
|              | █ 6号线        | 2012年12月30日 | 2018年12月30日 | 金安桥         | 潞城           | 34           | 53.1                | 8B                       | [ 參⁠ 29 ] [ 參⁠ 30 ] [ 參⁠ 31 ]                                                   |  |
|              | █ 7号线        | 2014年12月28日 | 2021年8月26日  | 北京西站       | 环球度假区     | 30           | 40.3                | 8B                       | [ 參⁠ 32 ] [ 參⁠ 33 ]                                                             |  |
|              | █ 8号线        | 2008年7月19日  | 2021年12月31日 | 朱辛庄         | 瀛海           | 34           | 49.5                | 6B                       | [ 參⁠ 34 ] [ 參⁠ 31 ] [ 參⁠ 35 ] [ 參⁠ 36 ] [ 參⁠ 37 ] [ 參⁠ 38 ] [ 參⁠ 39 ] [ 參⁠ 40 ] |  |
|              | █ 9号线        | 2011年12月31日 | 2012年12月30日 | 国家图书馆     | 郭公庄         | 13           | 16.5                | 6B                       | [ 參⁠ 41 ]                                                                       |  |
|              | █ 10号线       | 2008年7月19日  | 2013年5月5日   | 环线           | 环线           | 45           | 57.1                | 6B                       | [ 參⁠ 42 ] [ 參⁠ 43 ]                                                             |  |
|              | █ 11号线       | 2021年12月31日 | 2023年12月30日 | 模式口         | 新首钢         | 4            | 4.2                 | 4A（预留6A）             | [ 參⁠ 44 ] [ 參⁠ 45 ] [ 參⁠ 46 ] [ 參⁠ 40 ] [ 2 ]                                   |  |
|              | █ 12号线       | 2024年12月15日 | -              | 四季青橋       | 東壩北         | 20           | 27.5                | 4A（预留8A）             | [ 參⁠ 25 ]                                                                       |  |
|              | █ 13号线       | 2002年9月28日  | 2003年1月28日  | 西直门         | 东直门         | 17           | 40.9                | 準6B                     | [ 參⁠ 47 ]                                                                       |  |
|              | █ 14号线       | 2013年5月5日   | 2021年12月31日 | 张郭庄         | 善各庄         | 33           | 47.3                | 6A                       | [ 參⁠ 48 ] [ 參⁠ 49 ] [ 參⁠ 50 ] [ 參⁠ 51 ] [ 參⁠ 52 ] [ 參⁠ 53 ] [ 參⁠ 54 ] [ 參⁠ 40 ] |  |
|              | █ 15号线       | 2010年12月30日 | 2014年12月28日 | 清华东路西口   | 俸伯           | 20           | 41.4                | 6B                       | [ 參⁠ 55 ]                                                                       |  |
|              | █ 16号线       | 2016年12月31日 | 2023年12月30日 | 北安河         | 宛平城         | 30           | 49.8                | 8A                       | [ 參⁠ 56 ] [ 參⁠ 57 ] [ 參⁠ 58 ] [ 參⁠ 40 ] [ 2 ]                                   |  |
|              | █ 17号线       | 2021年12月31日 | 2023年12月30日 | 十里河         | 嘉会湖         | 7            | 15.8（南段）        | 8A                       | [ 參⁠ 59 ] [ 參⁠ 40 ]                                                             |  |
| 未来科学城北 | █ 17号线       | 2021年12月31日 | 2023年12月30日 | 工人体育场     | 9              | 24.9（北段） | [ 2 ]               | 8A                       |                                                                                 |  |
|              | █ 19号线       | 2021年12月31日 | -              | 牡丹园         | 新宫           | 10           | 20.9                | 8A                       | [ 參⁠ 60 ] [ 參⁠ 61 ] [ 參⁠ 62 ] [ 參⁠ 40 ]                                         |  |
|              | █ 亦庄线       | 2010年12月30日 | 2018年12月30日 | 宋家庄         | 亦庄火车站     | 14           | 23.2                | 6B                       | [ 參⁠ 27 ]                                                                       |  |
|              | █ 房山线       | 2010年12月30日 | 2023年1月18日  | 国家图书馆     | 阎村东         | 16           | 31.8                | 6B                       | [ 參⁠ 56 ] [ 參⁠ 28 ] [ 參⁠ 16 ]                                                   |  |
| 东管头南     | █ 房山线       | 2010年12月30日 | 2023年1月18日  |                | 阎村东         | 16           | 31.8                | 6B                       | [ 參⁠ 56 ] [ 參⁠ 28 ] [ 參⁠ 16 ]                                                   |  |
|              | █ 燕房线       | 2017年12月30日 | -              | 阎村东         | 燕山           | 9            | 14.4                | 4B（预留6B）             | [ 參⁠ 16 ]                                                                       |  |
|              | █ S1线         | 2017年12月30日 | 2021年12月31日 | 石厂           | 苹果园         | 8            | 10.2                | 6节编组（中低速磁浮）    | [ 參⁠ 63 ] [ 參⁠ 16 ] [ 參⁠ 64 ] [ 參⁠ 51 ] [ 參⁠ 16 ] [ 參⁠ 65 ] [ 參⁠ 40 ]           |  |
|              | █ 昌平线       | 2010年12月30日 | 2024年12月15日 | 昌平西山口     | 薊門橋         | 20           | 44.2                | 6B                       | [ 參⁠ 27 ] [ 參⁠ 49 ] [ 參⁠ 66 ] [ 參⁠ 67 ] [ 參⁠ 40 ]                               |  |
|              | █ 西郊线       | 2017年12月30日 | -              | 香山           | 巴沟           | 6            | 9                   | 5节/10节编组（有轨电车） | [ 參⁠ 16 ]                                                                       |  |
|              | █ 首都机场线   | 2008年7月19日  | 2021年12月31日 | 北新桥         | 3号航站楼      | 5            | 30.0                | 4LB                      | [ 參⁠ 68 ] [ 參⁠ 69 ] [ 參⁠ 36 ] [ 參⁠ 70 ] [ 參⁠ 51 ] [ 參⁠ 71 ] [ 參⁠ 72 ] [ 參⁠ 40 ] |  |
| 2号航站楼    | █ 首都机场线   | 2008年7月19日  | 2021年12月31日 | 北新桥         |                | 5            | 30.0                | 4LB                      | [ 參⁠ 68 ] [ 參⁠ 69 ] [ 參⁠ 36 ] [ 參⁠ 70 ] [ 參⁠ 51 ] [ 參⁠ 71 ] [ 參⁠ 72 ] [ 參⁠ 40 ] |  |
|              | █ 大兴机场线   | 2019年9月26日  | -              | 草桥           | 大兴机场       | 3            | 41.36               | 8D/4D（市域快轨）        | [ 參⁠ 73 ] [ 參⁠ 74 ] [ 參⁠ 75 ] [ 參⁠ 76 ]                                         |  |
|              | █ 亦庄T1线     | 2020年12月31日 | -              | 屈庄           | 定海园         | 14           | 11.9                | 5节编组（有轨电车）      | [ 參⁠ 56 ]                                                                       |  |

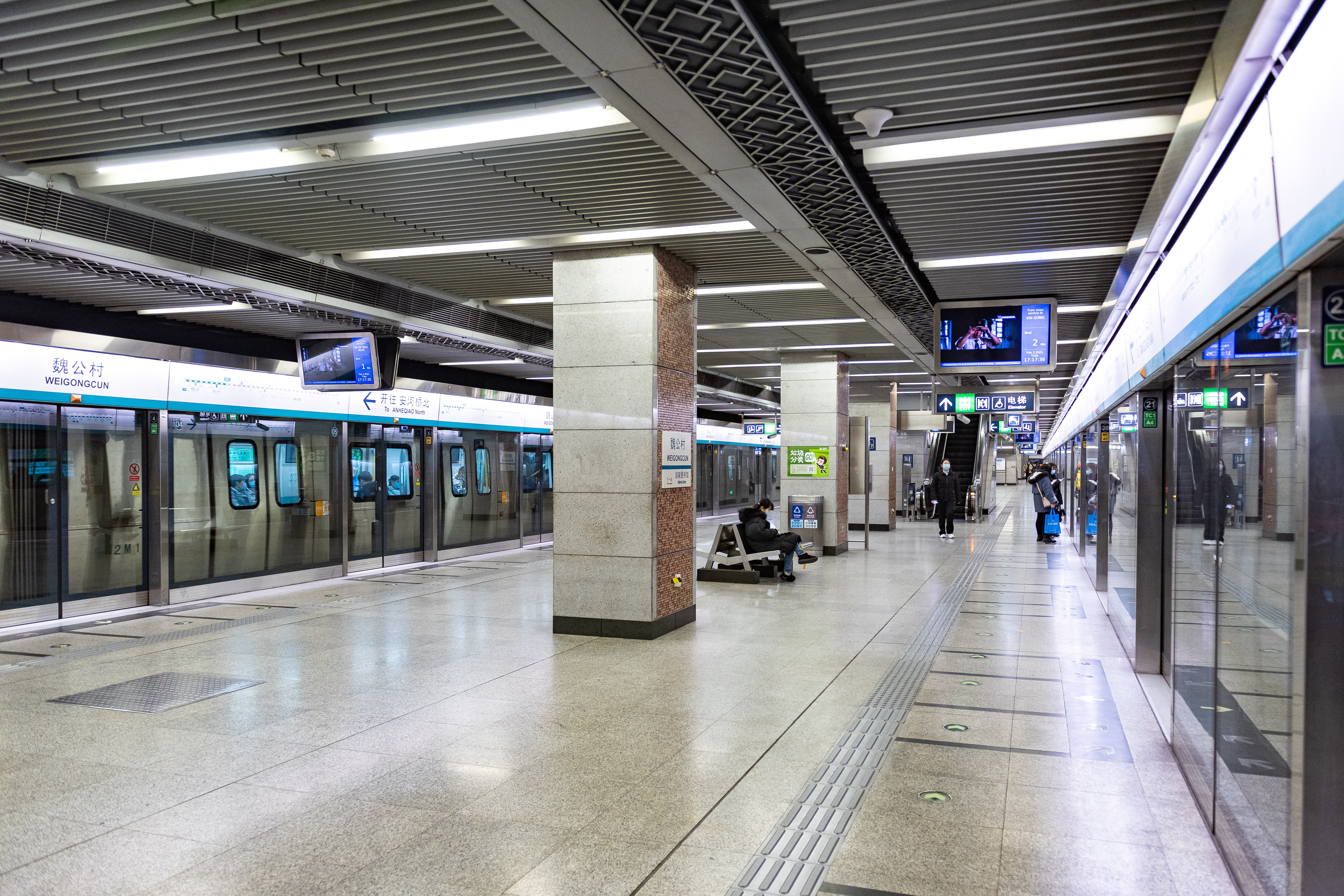
4号线魏公村站

10号线太阳宫站

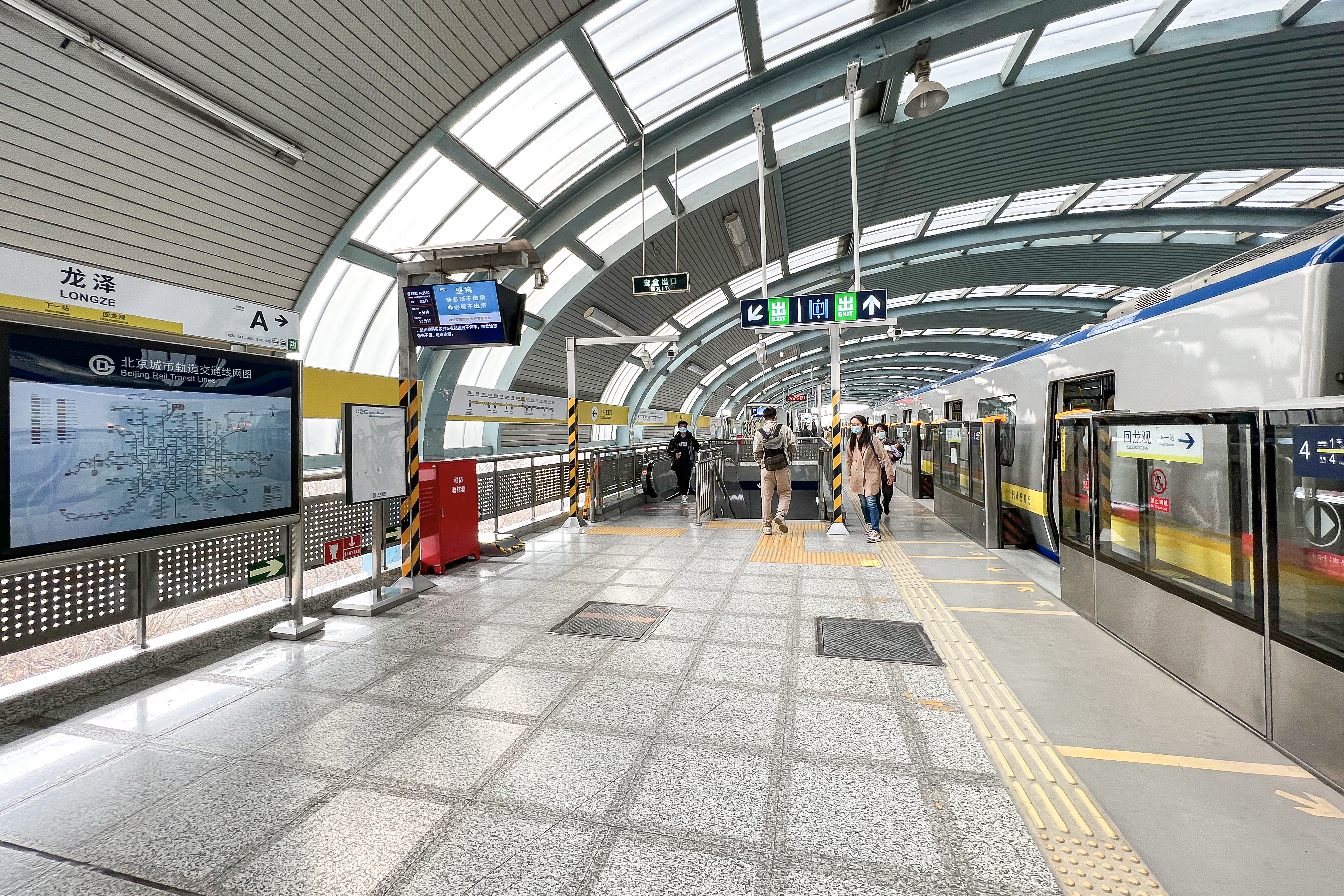
13号线龙泽站

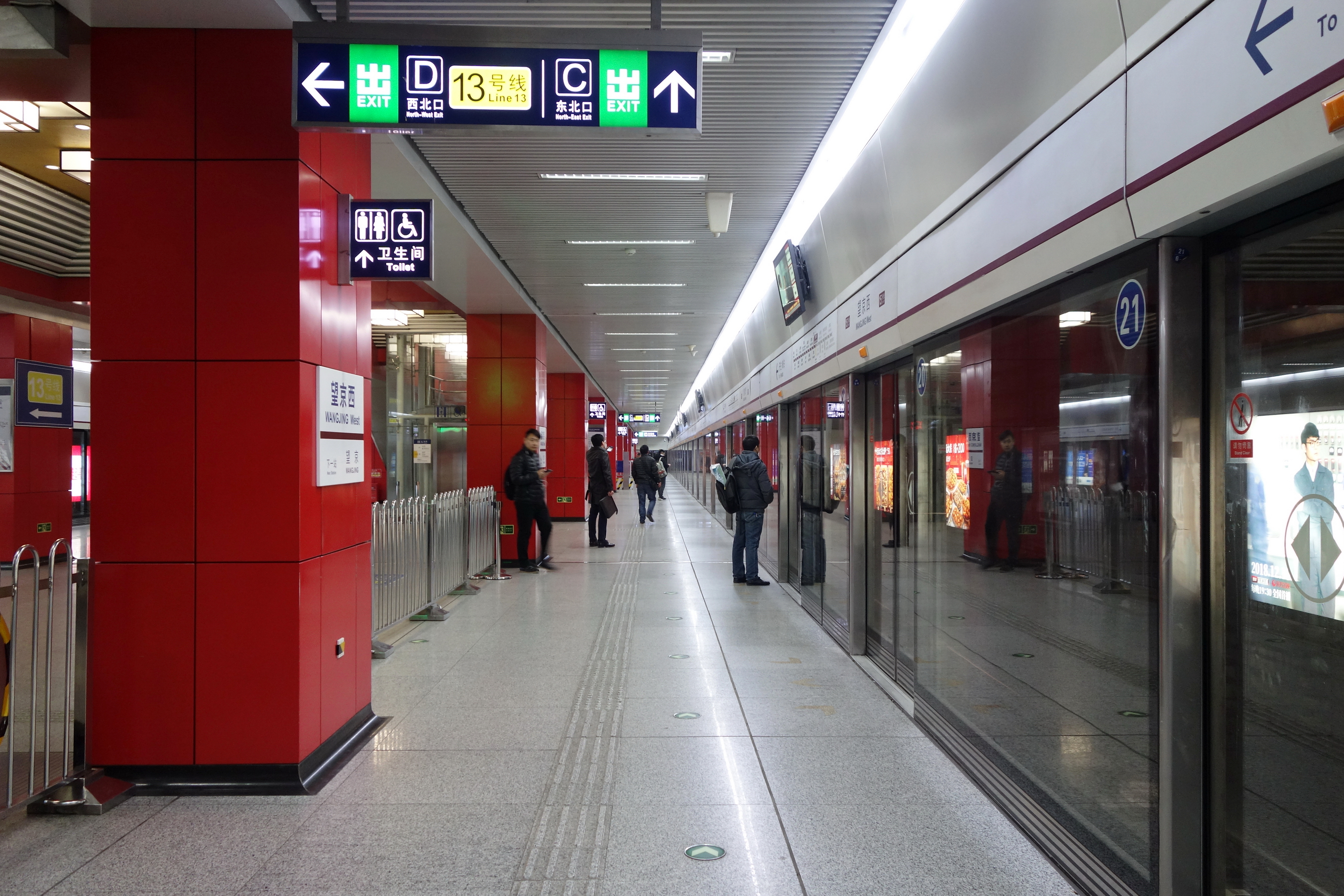
15号线望京西站

- █ 1号线大部分位于长安街地下，东西横贯北京中心城区，并连接西单、王府井、东单、CBD等区域。因苹果园站封闭施工改造，现改以古城站为终点站。古城站以西有早已建成但目前未开放的线路和车站（53号站和福壽嶺站，其中福壽嶺站正在建設中）[參⁠ 77]。 █ 八通线是1号线的延长线，连接中心城区和东部的城市副中心。八通线开通时在四惠站和四惠东站与1号线换乘， 1号线和八通线于2021年8月29日起贯通运营，八通線的起点站从原来的四惠站改为高碑店站。[參⁠ 78]
- █ 2号线是位于北京内城原址地下的环线（內环线），亦是北京市首條環线。经过金融街、西直门等商圈和北京站。[參⁠ 79]
- █ 3号线是连接北京东城区和朝阳区东部的西南至东北向线路，经过北京工人体育场、北京朝阳站、朝阳公园等北京市的重要地点以及三里屯等北京市重要商业区。该线路与12号线共用车辆段和车辆。
- █ 4号线是纵贯北京市区西部的南北向线路，经过颐和园、圆明园、动物园等公园，中关村、西单等商业区，北京大学、清华大学等知名学府和北京南站。 █ 大兴线是4号线的延长线，连接北京市区和大兴区， 4号线和大兴线贯通运营。[參⁠ 80][參⁠ 27]
- █ 5号线是纵贯北京市区东部的南北向线路，主要连接市区和天通苑、北苑、宋家庄等居住区。[參⁠ 28]
- █ 6号线是横贯北京市区的一条东西向线路，连接东部北京城市副中心运河商务区、常营、定福庄等居住区和CBD、金融街以及内城商业区和旅游区。[參⁠ 29][參⁠ 81]
- █ 7号线是横贯北京中心城区的一条东西向线路，西起北京西站，主要布置于两广路地下，贯穿北京外城（原宣武区、崇文区辖区），并连接东部劲松等地以及垡头边缘集团、通州城区南部，最终到达北京环球度假区。[參⁠ 82]
- █ 8号线是纵贯北京市区中部的南北向线路，整条线路大部分位于城市中轴线的地下。連接昌平新城、清河地区和回龙观地区，沿城市中轴线引入旧城区，随后经过大红门南、南苑等地直至大兴瀛海。其中森林公园南门至北土城段贯穿奥林匹克公园，是2008年奥运会的配套设施之一。[參⁠ 83]
- █ 9号线是北京城区西部和西南部的一条南北向线路，连接海淀区和丰台区，为北京西站提供接驳交通。9号线是连接房山线的市区线路，部分房山线列车跨线至9号线运营，跨线运营开始于2023年1月18日。[參⁠ 84]
- █ 10号线是北京市第二条环线（外环线），主要位于三环路和三环到四环之间，连接公主坟、世纪城居住区、中关村、奥林匹克公园、CBD、大红门、丰台镇等区域，并服务于北京丰台站，同时亦承担着接驳众多郊区线路及有轨电车的任务。[參⁠ 85][參⁠ 43]
- █ 11号线是贯穿北京城区西部、南部及东南部地区的加密性质线路，目前建成的一期又名冬奥支线，连结石景山区模式口站至新首钢站，全线共设车站4座，是北京目前运营的地铁线路中唯一一条不设停车场及车辆段的线路。未来该线路可覆盖莲石路、西南二环两个片区，并联系北京西站、北京南站两座交通枢纽，远期还将延伸至通州区。
- █ 12号线是贯穿北京城区北部、西北部和东北部的一条东西向线路，其中间大部分位于北京北三环路地下。途经四季青桥、世纪城、双榆树（人民大学）、大钟寺、北太平庄、将台西、高家园、驼房营、东坝等多个住宅区以及世纪金源购物中心、1733商业街区（字节跳动北京总部）等多个购物商圈或商业区，与途经北三环路的多条地铁线路实现换乘，该线路与3号线共用车辆段和车辆。
- █ 13号线是一条倒“U”形线路，连接市区和回龙观、天通苑、北苑、望京等大型居住区，以及上地信息产业基地，同时作为清河站到发旅客的主要疏散通道。[參⁠ 86]
- █ 14号线是一条连接北京市区南部、东部的倒“L”形线路，从西南至东北依次经过丰台区、东城区、朝阳区，服務于永定河两岸、第九届中国国际园林花卉博览会会场（园博园）、丽泽金融商务区、北京南站、方庄居住区、CBD、酒仙桥、望京等地。最早的西段（西局-张郭庄）开通于2013年5月5日。最后的中段（西局-丽泽商务区-北京南站）于2021年12月31日开通，标志着14号线全线贯通。[參⁠ 87][參⁠ 49]
- █ 15号线是北京市区北部的一条东西向线路，服务于学院路、奥林匹克公园、望京等地，并连接东北部的顺义新城。[參⁠ 88]
- █ 16号线是北京市区西部的一条南北向线路，连接海淀、西城、丰台等区并服务海淀山后地区、海淀镇、中关村、三里河、广外、丽泽商务区、丰台镇以及宛平等地区，并为北京丰台站提供接驳交通服务。[參⁠ 89]
- █ 17号线是北京市区东部的一条南北向线路、连接中心城区与未来科学城和亦庄新城的大站快线。北至昌平区东部的未来科学城北站，南至通州区的嘉会湖站，共设21座车站。目前分為南北两段進行分段运营。其中南段（十里河至嘉会湖段）於2021年12月31日投入运营，北段（未来科学城北至工人体育场段）于2023年12月30日投入运营。
- █ 19号线是一条连接海淀区牡丹园站至丰台区新宫站的大站快线。它南北向穿越北京旧城西部，包括积水潭、金融街、新发地等西城区西部和丰台区中东部地区，共设10座车站。
- █ 亦庄线是5号线向东南的延长线，连接市区与亦庄北京经济技术开发区。这条线路並不与5号线贯通运营，两线在宋家庄站换乘。[參⁠ 27]
- █ 房山线是连接北京市区与房山良乡新区的通勤线路。部分房山线列车在郭公庄跨线至9号线运营，跨线运营开始于2023年1月18日。[參⁠ 28]
- █ 燕房线是中国首条自主研发的全自动运行线路。全线位于房山区，是房山线的延长线，连接区内良乡与燕山，并规划有支线通往周口店（支线搁置中）。开通初期与房山线在阎村东站换乘，远期与房山线贯通运营。
- █ S1线是北京市第一条、中国第二条中低速磁悬浮线路，连接北京市区与门头沟永定地区。
- █ 昌平线是连接市区学院路沿线、上地信息产业基地与北部昌平新城及十三陵景區的通勤线路，同时亦作为清河站到发旅客的主要疏散通道。[參⁠ 49]
- █ 西郊线连接北京市区与香山、植物园地区，采用有轨电车制式（虽然也具有地下段），不与其他线路联合计费。
- █ 首都机场线是连接市区与北京首都国际机场的专用线路，不与其他线路联合计费，全程单一票价25元。列车从北新桥站驶出、经停东直门站、三元桥站后，先到达3号航站楼站；之后反向行驶，到达2号航站楼站；再反向行驶，回到三元桥站、东直门站及北新桥站：这个路线类似一个“回路”。[參⁠ 90][參⁠ 91]
- █ 大兴机场线是连接市区与北京大兴国际机场的专用线路，不与其他线路联合计费，是北京第一条设有商务车厢的地铁线路，商务车厢全程单一票价50元，普通车厢根据里程票价分别为10、25、35元，并发行区间定期电子计次票。
- █ 亦庄T1线纵贯亦庄新城，连接大兴区青云店镇老观里与通州区定海园，采用有轨电车制式，不与其他线路联合计费。

## 历史

### 1953年－1965年：最初探索阶段與暫停
朝鲜战争结束後，中国的领导人决定全力展开国内的恢复与重建。参考莫斯科地铁在莫斯科保卫战中用作防空洞与军事指挥所的经验，中共北京市委在1953年下半年制定了《关于改建与扩建北京市规划草案》，其中首次提出修建地下铁道，作为“平战结合”的防御手段。
因为中国在地铁建设上缺少经验，所以非常依赖于苏联和东德的技术援助。1954年，一些苏联的工程师（其中一部分曾参与莫斯科地铁的建设）被邀请参加北京地铁的筹备工作。1953年至1960年，数千名中国学生被送往苏联学习地铁的建设。1957年，北京地铁的最早规划出炉，其中包括一条环线与7条其他线路，共172千米，有114个车站。其中两条线路被选中最先动工。其中东西向线路沿长安街建设，起始点分别为五棵松与红庙。另一条南北向线路起自颐和园，经西直门、西四和中山公园后终于北京体育馆（今国家体育总局）。这两条线路被选中的原因，是因其经过的国家机关较多。然而，第二条线路直到四十年后4号线动工才真正开始修建。60多年后，北京地铁技术团队学有所成，参与了莫斯科地铁新线的设计和施工。
由于中苏交恶，北京地铁规划被迫暂停。1960年，苏联专家开始撤离中国，到1963年全部返回苏联。1961年，北京地铁筹建工作因三年困難時期而停止。几年后，地铁筹建工作才得以重新开始。地铁线路向西延长，以把北京城区和西山连接起来，方便党和国家领导人经地铁到西山避难。1965年1月15日，北京军区、中共北京市委、北京市政府、铁道部联名向中共中央书记处报送了《关于北京地下铁道建设近期规划方案的专题报告》，国家主席刘少奇、国务院总理周恩来等中央领导人均审阅了该报告。同年2月4日，中国共产党主席毛泽东批准了这个项目。

### 1965年－1981年：早期地铁系统——一期工程

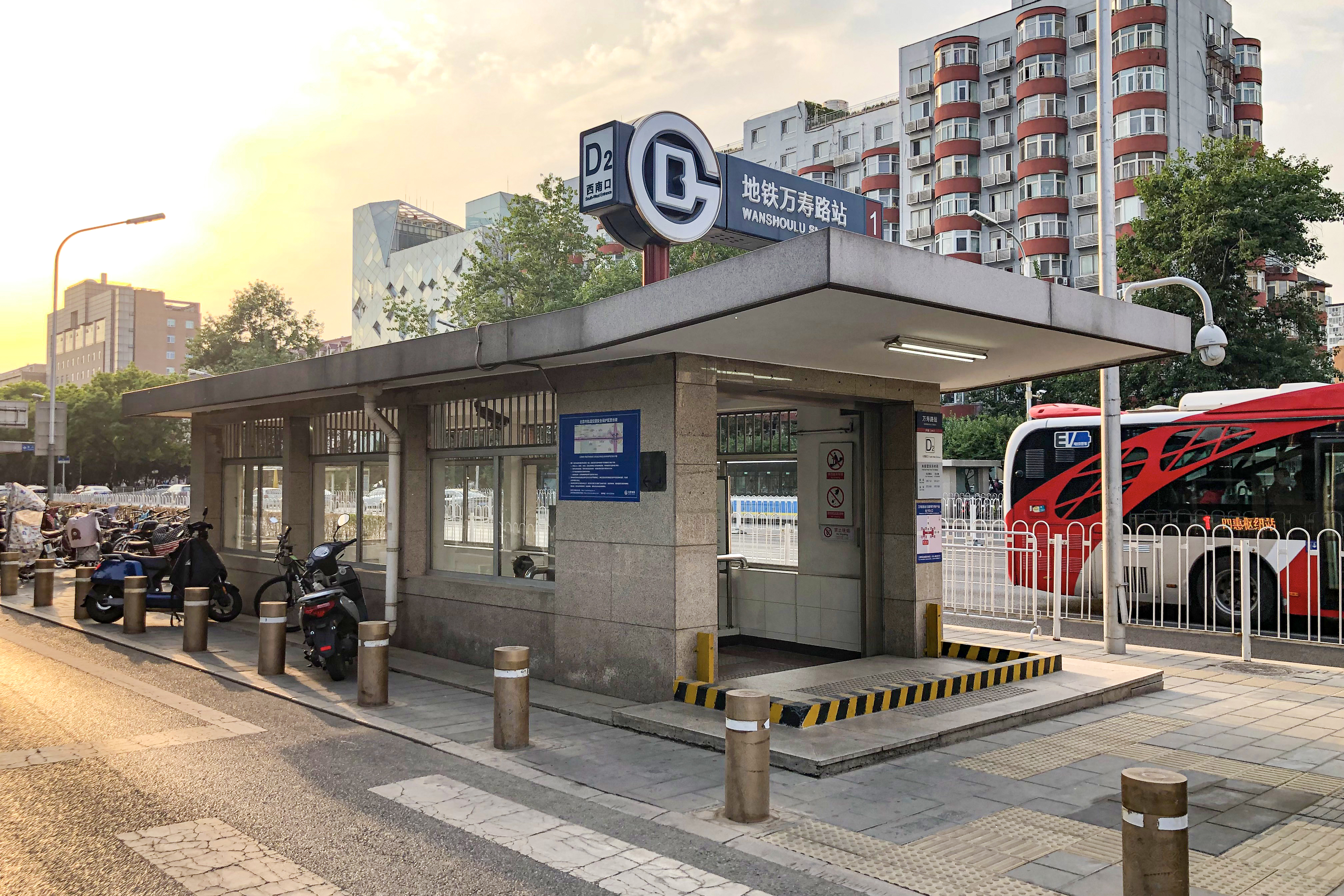
北京地铁一期工程车站的出入口

北京地铁一期工程于1965年7月1日开工，包括朱德、邓小平在内的很多党和国家领导人，以及北京市市长彭真参加了开工典礼。地铁建设中最有争议的一步就是拆除北京内城从复兴门到北京站的城墙和城门，以为采用明挖回填法施工的地铁腾出空间。建筑学家梁思成提议保留城墙，以作为老北京城的标志。中国共产党主席毛泽东则认为拆除城墙优于拆除民居。最后，国务院总理周恩来要求保留正阳门城楼及箭楼，而其他的城门、城墙则被拆除。
铁道部军事管理委员会于1968年3月15日就第一期工程建成后的运营管理问题，向国务院总理李富春、李先念并周恩来总理报告建议：因地下铁道是一项战备工程，平时主要担负城市交通运输任务，长期由铁道部门管理，有一定困难。但开始运营即由北京市负责，也有困难。因此，根据副总理兼公安部长谢富治的指示精神，在运营初期暂由铁道部负责管理。但为了将来北京市便于接收管理，在组建运营管理机构时由铁道部和北京市共同筹建。
地铁一期工程在1969年10月1日完工，以庆祝国庆节。这条线路长23.6公里，采用明挖填埋法施工，从西山苹果园到北京火车站，共有17座车站。这条线路是中国大陆最早的地铁线路，而且也早于香港、首尔、新加坡、旧金山、华盛顿等城市，但很多技术问题导致北京地铁在之后10年內事故连连。
1969年11月11日，地铁发生一起重大失火事件。当天上午10时55分左右司机听到车下巨响发现起火，至下午16时45分才将大火扑灭。期间由于缺乏隧道消防灭火经验，大批抢救人员中毒窒息，导致3人死亡，100多人受伤，而且毁坏了2辆列车，共计造成损失约72万元。为此，1970年2月6日周恩来总理下令由部队控制地铁。
在进行了大量的整改工程之后，1970年8月25日地铁恢复了试运行。12月3日，周恩来批示同意从1971年1月起内部售票接待参观群众。1971年1月15日，地铁一期工程开始试运营，线路由北京站至公主坟站。单程票价被定为0.10元，而且只有拥有工作单位介绍信的人才能参观乘坐。运营线路的西端终点站在1971年8月5日延长至玉泉路站，1971年11月7日延长至古城路站，1973年4月23日延长至苹果园站。1971年北京地铁共运载了828万人次乘客，但在文化大革命期间一直处于试运营状态。这是由于北京地铁仍不时发生电弧放电、失火现象，以及狭小的出入口造成的拥挤现象所导致。因此，周恩来总理要求待二期工程完工、各站出入口改造后再准备正式运营。
由于政治原因，在1971年至1976年间，地铁曾多次停运。
1976年2月6日，北京地铁运营管理处划归北京市交通局，至此，北京地铁结束军队管理。1978年，地铁运营最小间隔缩短至4分钟，并将运营时间延长至早5时至晚23时。在经过一系列技术改造后，出入口和失火问题相继解决。

### 1981年－2000年：二期工程，两条线二十年
1981年9月15日，在试运营10年之后，北京地铁一期工程进行了验收，正式交付运营。它包括19座车站，和从西山到北京站的29公里线路。工程共投资7.06亿元。地铁被交由北京市地铁公司管理。

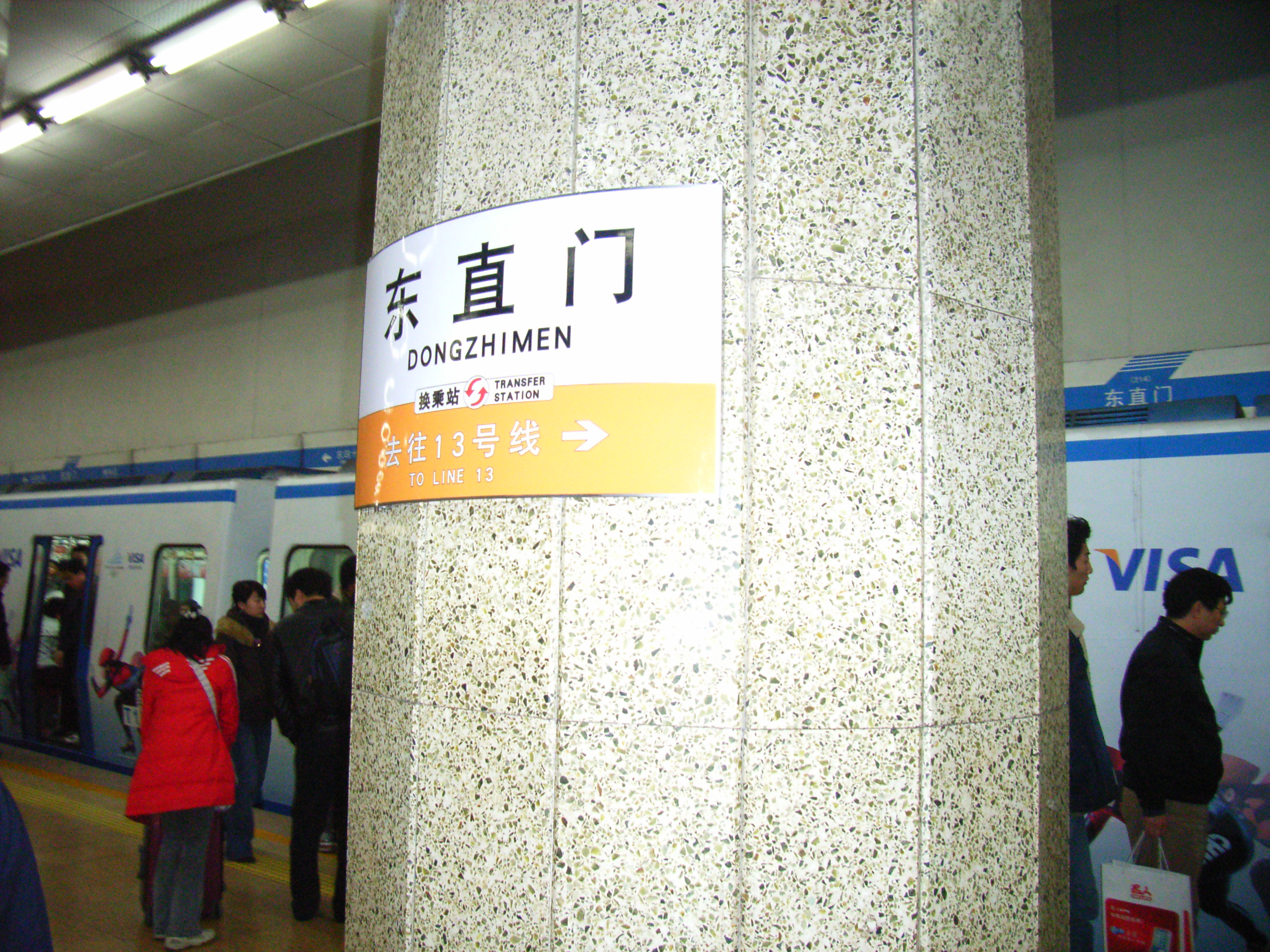
2号线东直门站老站牌，2006年

1984年9月20日，北京地铁二期工程开通运营。这条马蹄形的线路自复兴门至建国门，长16.1千米，有12座车站。二期工程和一期工程的一部分可以组合成一个环，但直到1987年12月28日，两条已有线路才被重新组合成两条新线，自苹果园至复兴门的一线和一条沿北京内城城墙行驶的环线。单线票价被提高到0.20元，两线换乘票价则是0.30元。北京地铁在1988年年输送旅客量达到了3.07亿人次。1990年，地铁日客流量首次突破100万人次，而全年总客流量达到了3.81亿人次。在1991年票价上涨至0.50元后，年客流量下降了1000万人次。
1989年6月3日至6月4日，地铁因六四事件停运，为北京地铁自1976年以来再次由于政治原因而停运。
1991年1月26日，北京地铁一线沿长安街东延的规划（即“复八线”，由复兴门延长至八王坟地区）获得批准，总投资20亿元，其中从日本海外协力基金贷款192亿日元。延长工程在1992年6月24日开工。西单站在1992年12月12日开始运营，天安门西站至四惠东站区间则在1999年9月28日通车，国家领导人温家宝、贾庆林、俞正声和市长刘淇共同出席了通车典礼。2000年6月28日，西单站至天安门西站区间通车，“复八线”与一期工程西段得以连接，北京地铁一线全线贯通运营。
除了1991年票价上涨的影响之外，北京地铁的客流量快速攀升，在1995年达到年客流量5.58亿人次的历史新高，但次年因票价上涨到2元，年客流量下降至4.44亿人次。在2000年票价再次上涨到3元后，年客流量从1999年的4.81亿人次下降到了4.34亿人次。

### 2001年至今：飞速发展

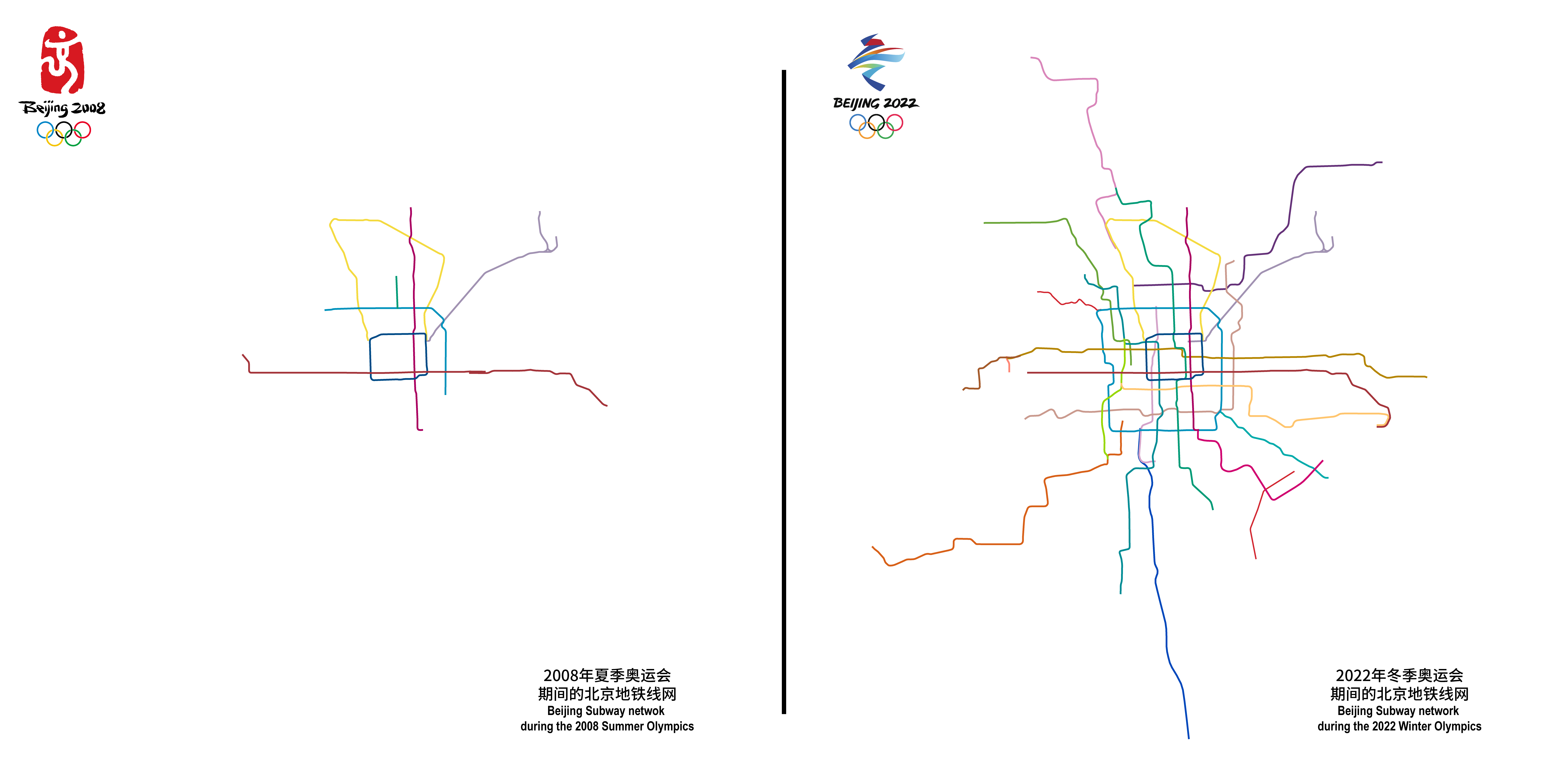
2008、2022两届奥运会时的线网

2001年7月13日，北京获得了第29届夏季奥林匹克运动会主办权，极大地推动了北京地铁事业的发展。同时，由于北京处于规划或建设中的地铁线路已多达13条之多，继续沿用原有的“一线”、“环线”等名称已无法满足北京地铁的发展需求，故自2002年7月24日起，北京地铁一线、环线分别更名为北京地铁1号线、北京地铁2号线，当时已处于建设收尾阶段的北京城市铁路也在同时更名为北京地铁13号线。北京地铁虽自此由文字命名方式向数字命名方式转变，但除了通往顺义区的15号线之外，北京中心城区通往郊区的地铁线路依然保留了文字命名，并一直沿用至今。

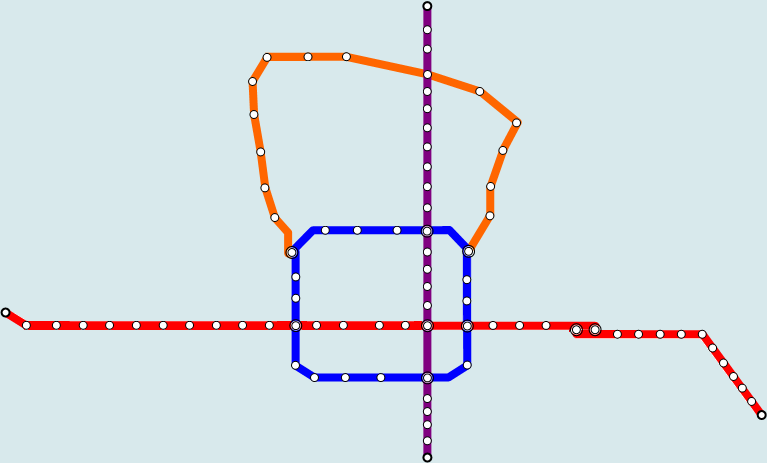
5号线开通后的线路图，2007年

随后北京地铁开通的新线路是城市北部和东部的两条地面及高架线路。2002年9月28日，连接城市北部的半环线13号线自西直门至回龙观的西半部分开通，2003年1月28日全线贯通运营。八通线作为1号线向通州区的延长线，于2003年12月27日开通。这两条线是在1999年和2000年年底开工的。
2002年至2008年，北京计划投入638亿元建设地铁。为了实现2015年建成总长561公里的19条线路的目标，北京将会投入总计达2000亿元的资金。
5号线在2007年10月7日通车运营。这条线路的建设始于2000年9月25日。在5号线开通当天，地铁票价从3元至5元不等降至单一票价2元，且可以随意换乘任何线路。低票价使得北京地铁在2007年亏损6亿元。北京市政府通过补贴地铁运营公司的方法填补亏损，以鼓励市民乘坐地铁出行，减少交通拥堵和空气污染。2007年北京地铁共运载旅客6.55亿人次，北京市政府平均每车次要补贴0.92元。
在新线不断开通的同时，老线也在进行更新改造工程。北京地铁对1号线和2号线各站站厅进行了改造，站厅面积扩大以增设自动售检票系统，同时增设了乘客服务中心，车站导向标志和卫生间也进行了改造。另一方面，1号线和2号线在不中断运营的情况下，完成了车辆、信号、通讯、供电、机电、线路等系统的改造，购买了新列车，缩短了发车间隔。2号线还实现了有人看护下的自动驾驶。老线改造总投资达84.3亿元。
2008年6月9日，作为改造的成果之一，北京地铁启用自动售票系统，人工售出的纸质车票停用，取而代之的是非接触式IC卡车票。乘客只需在地铁出入口的自动检票机上刷一下车票或是“一卡通”即可完成进出站。
2008年7月19日，10号线一期、8号线一期（奥运支线）、首都机场线同时开通试运营以迎接8月的奥运会。由于这三条新线的开通，8月22日，北京地铁日客流量创下新高，达到492.2万人次。北京地铁当年的客流量增长了75%，达到12亿人次。

10号线、17号线太阳宫站出入口

2009年9月28日，4号线正式开通，成为继5号线之后第二条南北大动脉。这条线路在港铁公司与北京市政府的共同投资下，于2004年开工。
2010年12月30日，15号线一期一段（望京东站于2016年12月31日开通）、昌平线一期、大兴线、房山线（大葆台至苏庄段）、亦庄线（亦庄火车站于2018年12月30日开通）等5条通向郊区新城的线路开通试运营，北京地铁里程一次增加了108千米。这几条线路均是在2008年11月中国政府宣布经济刺激计划后，提前开工的造价较低的以地上高架为主，通往郊区的线路。其中大兴线自运营首日起即与此前一年开通的4号线贯通运营，成为大兴及与此毗邻的河北固安片区进城的快速通道。
2011年12月31日，8号线二期北段、9号线南段（丰台东大街站于次年10月12日开通）、15号线一期东段和房山线未开通的大葆台至郭公庄段开通试运营，除了15号线以外的三条线路都是为了缓解北京交通拥堵而提前开通的。

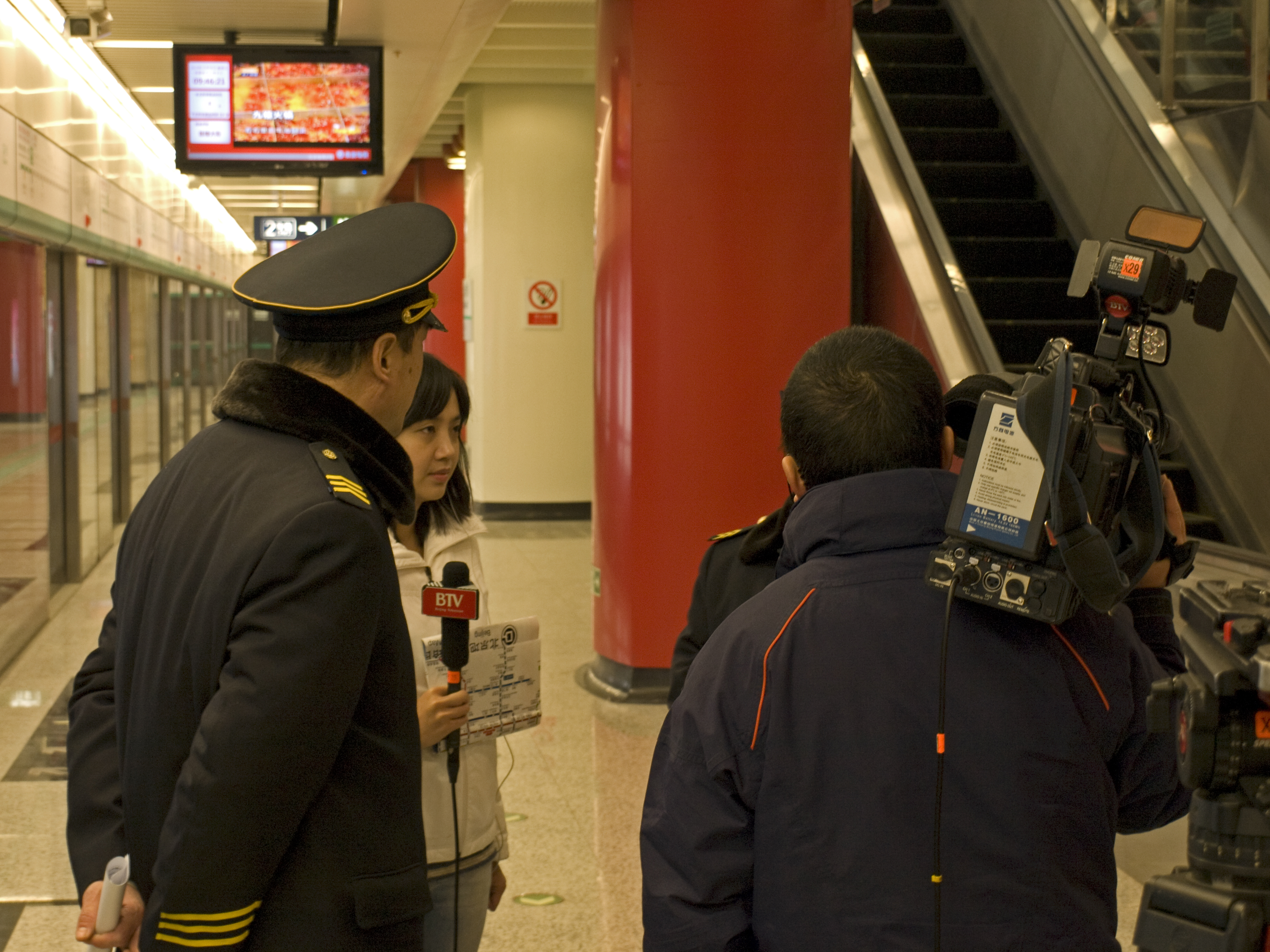
2012年12月30日，北京电视台记者报道北京地铁新线开通。

2012年12月30日，6号线一期（二里沟站于2023年3月18日开通）、8号线二期南段（北土城至鼓楼大街，安德里北街站于2015年12月26日开通）、9号线北段（军事博物馆站于次年12月21日开通）和10号线二期（首经贸至西局段和角门东站于次年5月5日开通）开通试运营。6号线是北京首条采用8节编组B型列车的地铁线路，而9号线北段和10号线二期的开通将先期开通的房山线和9号线南段纳入线网，结束了二者脱网运营的尴尬局面。
2013年5月5日，10号线二期剩余段和14号线西段（七里庄站于次年2月15日开通）通车，北京第二条地铁环线正式成环运营。与10号线剩余段一同开通的14号线则是北京第一条采用A型列车的地铁线路。同年12月28日，8号线二期南段剩余段（鼓楼大街至中国美术馆，中国美术馆站于2018年12月30日开通，南锣鼓巷站在本站开通前成为临时终点站）以及昌平线与8号线联络线（8号线北延联络线）投入试运营。
2014年12月28日，6号线二期（通运门站暂缓开通，北运河东站于2018年12月30日开通）、7号线（垡头站于2018年12月30日开通，双井站于2019年12月28日开通）、14号线东段（高家园站暂缓开通，朝阳公园站于2016年12月31日开通）和15号线一期西段（大屯路东站于次年12月26日开通）开通试运营。同日起，北京地铁废除使用2元通票的计价方法，改为3元起价，按出入两站之间的最短里程数阶梯计价的方法收取票价，以减轻长期实行2元通票所造成的亏损。
2015年12月26日，14号线中段（陶然桥站暂缓开通，平乐园站于2017年12月30日开通）和昌平线二期开通试运营。
2016年12月31日，16号线北段（农大南路站于2017年12月30日开通）开通试运营。16号线是北京地铁第一条采用8节编组A型车的线路。
2017年12月30日，磁悬浮S1线（石厂至金安桥段），燕房线，有轨电车西郊线开通运营。这三条线路分别是北京地铁第一条磁悬浮线路、第一条全自动无人驾驶的线路、第一条观光性质的有轨电车线路。
2018年12月30日，6号线西延（金安桥至海淀五路居段，苹果园站于2021年12月31日开通），6号线北运河东站，7号线垡头站，8号线三期南段和四期（珠市口站至瀛海站），8号线南锣鼓巷站至中国美术馆站，亦庄线次渠站至亦庄火车站站开通运营。（其中8号线大红门站暂缓开通、6号线苹果园站于2021年12月31日与S1线同步开通）。
2019年9月26日，大兴机场线开通运营。大兴机场站位于河北省廊坊市广阳区，使得北京地铁成为中国内地继上海地铁后第二个跨省级行政区提供服务的城市轨道交通系统。同年12月28日，7号线东延和八通线南延开通运营（环球度假区站于2021年8月26日开通）。7号线双井站开通运营。30日，13号线清河站开通运营。
2020年4月18日起，1号线苹果园站因苹果园交通枢纽工程影响进行封站施工，在施工期间，1号线列车运行区段变更为古城站至四惠东站。同年12月31日，16号线中段（苏州街站于2023年12月30日开通；二里沟站于2023年3月18日开通）、房山线北延、有轨电车亦庄T1线（屈庄至定海园段）开通运营。16号线中段的开通使16号线的服务覆盖范围延伸至中心城区，可部分缓解4号线北段的客流压力。
2021年8月29日，1号线与八通线实现贯通运营。两线贯通后“八通线”这一名称仍继续保留，四惠站南侧岛式站台（原属八通线）及四惠东站北侧始发站台（原属1号线）被封闭停用。上述两站不再属于八通线，八通线隶属区段变更为四惠东站（不含）至环球度假区站。同年12月31日，8号线剩余段、11号线一期（金安桥站至新首钢站）、14号线剩余段、17号线南段（十里河站至嘉会湖站）及19号线一期（北太平庄、平安里、太平桥、景风门四站于次年7月30日开通）开通运营。同日，另有6号线及S1线的苹果园站、16号线的玉渊潭东门站、首都机场线北新桥站、昌平线清河站四座车站启用。8号线及14号线剩余段的建成通车结束了两条线路分段运行的窘境；而17号线及19号线两条城市快线的开通，大幅缩短了新宫及次渠两个片区进入中心城区的通勤时间，可部分缓解4号线中南段及亦庄线的客流压力。
2022年7月30日，19号线先期暂缓开通的北太平庄、平安里、太平桥、景风门4座车站开通运营，同日起，北京地铁计价系统加入复兴门-太平桥、广安门内-牛街两组车站的持卡出站虚拟换乘，但持单程票乘车的乘客在上述两组车站换乘依然需要重新购票。同年12月31日，16号线南段（木樨地站至榆树庄站，其中丽泽商务区站暂缓开通，木樨地站换乘通道暂缓启用）开通试运营。16号线南段的开通可以使16号线的服务覆盖范围延伸至丰台火车站及被丰沙线、京沪线及丰双线三条铁路合围的看丹、榆树庄片区，可部分缓解9号线的客流压力。
2023年1月18日，房山线与9号线实现跨线运营，在每周工作日的早高峰时段，房山线将有10组列车从阎村东站发车，跨线运行至9号线国家图书馆站，乘客无需在郭公庄站换乘；在每周工作日的晚高峰时段，上述10组列车从9号线国家图书馆站发车，跨线运行回房山线阎村东站，乘客同样无需换乘。担任跨线运营的列车均配属房山线，以解决房山线的车辆基地距离城区过远，早晚高峰结束后列车空放回段，造成运能浪费的问题。2月4日，昌平线南延一期（清河小营桥站至西土城站，其中朱房北站暂缓开通，蓟门桥站将会随12号线同步正式开通）开通试运营，将昌平线直接与北京客流量最大的地铁线路10号线相连接，可大大缓解13号线西段的客流压力。同时由于昌平线南延一期大部分线路沿学清路及学院路敷设，串联起多所大学，故又有“地下学清路”之称。3月18日，6号线、16号线二里沟站同步开通，实现了东西与南北的联通，也带来了相对较大的换乘客流。9月23日起，北京地铁开始在部分线路的非高峰时段试行运输少量的快递包裹。12月30日，11号线模式口站、16号线剩余段（洪泰庄站至宛平城站）及苏州街站、17号线北段（未来科学城北站至工人体育场站，其中望京西站暂缓开通）开通。
2024年12月15日，3号线一期（东四十条站至东坝北站）、12号线一期（四季青桥站至东坝北站）、昌平线南延一期剩余段（蓟门桥站、朱房北站）开通试运营。
2025年1月19日，16号线丽泽商务区站正式啟用。6月2日，為了配合1号线支線的施工，八角遊樂園站封闭改造，列车不停靠该站。

## 建设规划

### 一期建设规划
2007年，国家发改委印发了《关于北京市城市快速轨道交通近期建设规划的批复》。至2015年，规划建设项目19项（含续建项目4项，新建项目15项），施工线路长447.4公里（其中续建项目112.3公里，新建项目335.1公里），2015年线网总长561.5公里。

### 一期调整
2012年11月，国家发改委印发了《北京市城市轨道交通近期建设规划调整（2007～2016年）》。新增8号线三期、16号线、新机场线，并将S1线东段调整为6号线西延。

### 二期建设规划
根据2015年9月国家发改委批复的《北京市城市轨道交通第二期建设规划（2015～2021年）》，北京将再建设12条地铁线路。到2021年，北京将建成27条线路、998.5公里的轨道交通网络，届时北京市公共交通占机动化出行量比例将达到60%，轨道交通占公共交通出行量比例将达到62%。

### 二期调整
2019年12月5日，国家发改委批复北京市轨道交通第二期建设规划调整方案。根据批复，《北京市城市轨道交通第二期建设规划（2015～2021年）》中22号线（平谷线）和28号线（CBD线）的路由进行了变更，并增加了新机场线（大兴机场线）北延工程、11号线西段（冬奥支线）工程和将13号线改造为13A、13B两条线路的工程。

### 三期建设规划
根据2022年7月公布的信息，《北京市轨道交通第三期建设规划》包含11个建设项目：1号线支线、7号线三期、11号线二期、15号线二期、17号线二期（支线）、19号线二期（包含南段、北段）、20号线一期、25号线三期（丽金线）、M101线一期、S6线（新城联络线）一期、亦庄线与5号线和10号线的联络线。

### 远期规划
根据2021年12月公示的《北京市轨道交通线网规划（2020年-2035年）》（草案），规划城市轨道交通线网由38条线路构成，线网里程约1578公里。其中地铁快线（R线）6条，约403公里；地铁普线（M线）24条，约985公里；机场专线2条，约75公里；中低运量6条，约115公里。
2022年8月17日，北京市规划和自然资源委员会在其官方网站发布《北京市轨道交通线网规划（2020年-2035年）》，规划城市轨道交通线网由38条线路构成，线网里程约1625公里。
| 线路號                    | 线路號                          | 層次             | 起讫站点                                 | 长度 （千米） |
| ------------------------- | ------------------------------- | ---------------- | ---------------------------------------- | ------------- |
|                           | 1号线 （含八通线）              | 地鐵普線         | 主线：福寿岭-环球度假区                  | 54            |
| 支线：八角遊樂園-青龍湖東 | 1号线 （含八通线）              | 地鐵普線         | 20                                       |               |
|                           | 2号线                           | 地鐵普線         | 環線（西直門-西直門）                    | 23            |
|                           | 3号线                           | 地鐵普線         | 田村-高辛庄-曹各庄北（预留）             | 37            |
|                           | 4号线 （含大興线）              | 地鐵普線         | 安河橋北-天宮院                          | 50            |
|                           | 5号线                           | 地鐵普線         | 天通苑北-宋家庄                          | 28            |
|                           | 6号线                           | 地鐵普線         | 金安橋-胡郎路                            | 57            |
|                           | 7号线                           | 地鐵普線         | 萬壽寺-环球度假区                        | 47            |
|                           | 8号线                           | 地鐵普線         | 朱辛庄-儿童医院                          | 55            |
|                           | 9号线                           | 地鐵普線         | 主线：四道口-郭公庄                      | 17            |
| 联络线：郭公庄-西红门     | 9号线                           | 地鐵普線         | 4                                        |               |
|                           | 10号线                          | 地鐵普線         | 環線（巴溝-巴溝）                        | 57            |
|                           | 11号线                          | 地鐵普線         | 模式口-五方桥东                          | 47            |
|                           | 12号线                          | 地鐵普線         | 海淀五路居-東壩北街                      | 32            |
|                           | 13号线                          | 地鐵普線         | 馬連窪-東直門                            | 32            |
|                           | 14号线                          | 地鐵普線         | 張郭庄-善各庄                            | 47            |
|                           | 15号线                          | 地鐵普線         | 南彩-西苑                                | 50            |
|                           | 16号线                          | 地鐵普線         | 北安河-宛平城                            | 50            |
|                           | 17号线 （R2線）                 | 地鐵快線         | 未來科學城北-嘉會湖                      | 50            |
|                           | 18号线                          | 地鐵普線         | 車公庄-天通苑東                          | 32            |
|                           | 19号线 （R3線）                 | 地鐵快線         | 沙河高教园/海淀山后-海子角               | 78            |
|                           | 20号线 （R4線）                 | 地鐵快線         | 顺义-大興機場/生物医药基地西             | 110           |
|                           | 21号线 （R6線）                 | 地鐵快線         | 良鄉、大興西區-北七家                    | 83            |
|                           | 22号线 （平谷線）               | 区域快線         | 東風北橋-平谷东                          | －            |
|                           | 23号线 （R5線）                 | 地鐵快線         | 城市副中心-海淀山後                      | 59            |
|                           | 24号线 （亦庄線）               | 地鐵普線         | 宋家庄-亦庄火车站                        | 25            |
|                           | 25号线 （丽金线&房山線&燕房線） | 地鐵普線         | 靈境胡同-阎村东-燕山/周口店镇            | 58            |
|                           | 26号线 （S1線）                 | 中低運量         | 蘋果園-石廠                              | 10            |
|                           | 27号线 （昌平線）               | 地鐵普線         | 昌平西山口-四道口                        | 49            |
|                           | 28号线 （CBD線）                | 中低運量         | 東直門-廣渠東路                          | 12            |
|                           | 29号线 （西郊線）               | 中低運量         | 巴溝-香山                                | 9             |
|                           | 30号线 （玉泉路線/L6线）        | 中低運量         | 八大處-白盆窑                            | 24            |
|                           | 31号线 （L5线）                 | 中低運量         | 白盆窑-五方桥东                          | 33            |
|                           | 32号线 （L4线）                 | 中低運量         | 北苑-五方桥东                            | 27            |
|                           | 34号线 （首都机场線）           | 機場專線         | 北新橋-2號航站樓、3號航站樓              | 30            |
|                           | 35号线 （大兴机场線）           | 機場專線         | 麗澤商務區-大興機場                      | 45            |
|                           | R1线                            | 地鐵快線         | 冯村-城市绿心                            | 60            |
|                           | M101线                          | 地鐵普線         | 高辛庄-小甘棠                            | 34            |
|                           | M102线                          | 地鐵普線         | 城市副中心環線（包括台湖支线和燕郊支线） | 50            |
|                           | M103线                          | 地鐵普線         | 定福庄-召里                              | 14            |
|                           | M104线                          | 地鐵普線         | 五方橋東-副中心站地區、張家灣小鎮地區    | 26            |
| 總計長度（千米）          | 總計長度（千米）                | 總計長度（千米） | 總計長度（千米）                         | 1625          |

## 未来发展

### 建設中與已批覆之線路
|                         |                  |                   |                                      |                     |                |                |                                              |        |                                |                                                        |
| 北京地铁2028年规划图    |                  |                   |                                      |                     |                |                |                                              |        |                                |                                                        |
| 预计开通时间            | 线路名           | 线路名            | 区段名                               | 制式 车型编组       | 起讫站点       | 起讫站点       | 长度 （千米）                                | 车站数 | 建設狀態                       | 参考资料                                               |
| 2025年                  |                  | 6号线             | 二期南延段                           | 地铁（8B）          | 潞城           | 潞陽           | 2.1                                          | 1      | 建設中                         | [ 參⁠ 153 ] [ 參⁠ 154 ] [ 參⁠ 155 ] [ 參⁠ 156 ]            |
| 2025年                  |                  | 8号线             | 暂缓开通车站                         | 地铁（6B）          | 大紅門         | 大紅門         | 不適用                                       | 1      | 建設中                         | [ 參⁠ 153 ] [ 參⁠ 156 ]                                  |
| 2025年                  |                  | 17号线            | 一期中段                             | 地铁（8A）          | 工人体育场     | 十里河         | 9.0                                          | 3      | 建設中                         | [ 參⁠ 153 ] [ 參⁠ 157 ] [ 參⁠ 156 ]                       |
| 2025年                  | 暂缓开通车站     | 17号线            | 望京西                               | 望京西              | 不適用         | 1              | 建設中（因望京西公交枢纽建設緩慢而無法開通） |        |                                |                                                        |
| 2026年                  |                  | 1号线             | 福寿岭站启用改造工程                 | 地铁（6B）          | 苹果园         | 福寿岭         | 1.6                                          | 2      | 建設中                         | [ 參⁠ 159 ]                                             |
| 2026年                  |                  | 17号线            | 暂缓开通车站                         | 地铁（8A）          | 廣渠門外       | 廣渠門外       | 不適用                                       | 1      | 建設中（因建設緩慢而無法開通） |                                                        |
| 2026年                  |                  | 6号线             | 暂缓开通车站                         | 地铁（8B）          | 通運門         | 通運門         | 不適用                                       | 1      | 建設中                         | [ 參⁠ 160 ]                                             |
| 2026年                  |                  | 13-18北段貫通線   | 13号线扩能提升工程北部新建段         | 地铁（6B/8B）       | 天通苑东       | 东北旺         | 17.1                                         | 9      | 建設中                         | [ 參⁠ 162 ] [ 參⁠ 153 ] [ 參⁠ 161 ] [ 參⁠ 163 ] [ 參⁠ 164 ] |
| 2026年                  |                  | 平谷线            | 東段                                 | 市域快轨（8D）      | 定福庄         | 平谷           | 71.6                                         | 17     | 建設中                         | [ 參⁠ 165 ] [ 參⁠ 166 ]                                  |
| 2026年                  |                  | 大兴机场线        | 北延                                 | 市域快轨（4D/8D）   | 丽泽商务区     | 草桥           | 3.5                                          | 1      | 建設中                         | [ 參⁠ 167 ] [ 參⁠ 168 ] [ 參⁠ 76 ]                        |
| 2027年                  |                  | 1号线             | 支線                                 | 地铁（6B）          | 八角游乐园     | 青龙湖东       | 21                                           | 10     | 建設中                         | [ 參⁠ 169 ] [ 參⁠ 170 ] [ 參⁠ 171 ]                       |
| 2027年                  |                  | 12号线            | 轉乘通道                             | 轉乘通道            | 大鐘寺         | 大鐘寺         | 不適用                                       | 1      | 建設中                         |                                                        |
| 2027年                  | 18号线           |                   | 轉乘通道                             | 轉乘通道            | 大鐘寺         | 大鐘寺         | 不適用                                       | 1      | 建設中                         |                                                        |
| 2027年                  |                  | 13号线            | 回龙观与龙泽区间入地点至新龙泽站段   | 地铁（6B）          | 北郊农场桥     | 还建龙泽       | 1.1                                          | 1      | 建設中                         |                                                        |
| 2027年                  |                  | 13-18北段貫通線   | 13号线扩能提升工程北部新建段         | 地铁（6B）          | 马连洼         | 东北旺         | 3.7                                          | 2      | 建設中                         | [ 參⁠ 161 ]                                             |
| 2027年                  |                  | 14号线            | 預留車站                             | 地铁（6A）          | 紅廟           | 紅廟           | 不適用                                       | 1      | 建設中（將與平谷線同步開通）   |                                                        |
| 2027年                  |                  | 18号线            | 南延伸（拆分新建段）                 | 地铁（8B）          | 大鐘寺         | 車公莊         |                                              | 3      | 建設中                         |                                                        |
| 2027年                  |                  | 平谷线            | 西段                                 | 市域快轨（8D）      | 紅廟           | 定福庄         |                                              | 3      | 建設中                         |                                                        |
| 2027年                  |                  | 首都機場线        | 新建车站                             | 地铁（4LB）         | 望京南         | 望京南         | 不適用                                       | 1      | 規劃公示                       |                                                        |
| 2028年                  |                  | 3号线             | 一期東段首通段                       | 地铁（4A/8A）       | 東壩北         | 管庄路西口     |                                              | 1      | 規劃中                         | [ 參⁠ 172 ]                                             |
| 2028年                  |                  | 13号线            | 預留車站                             | 地铁（6B）          | 东小口         | 东小口         | 不適用                                       | 1      | 建設中                         | [ 參⁠ 173 ]                                             |
| 2028年                  |                  | 18号线            | 預留車站                             | 地铁（8B）          | 清華東路西口   | 清華東路西口   | 不適用                                       | 1      | 建設中                         | [ 參⁠ 174 ]                                             |
| 2028年                  | 保福寺           | 保福寺            | 預留車站                             | 地铁（8B）          | 不適用         | 1              | 建設中                                       |        |                                |                                                        |
| 2028年                  |                  | 19号线            | 二期北段（支線，含部分主線）         | 地铁（8A）          | 牡丹園         | 清河站         |                                              | 4      | 招標中                         |                                                        |
| 2028年                  |                  | 20号线            | 一期                                 | 地铁（4A預留6A）    | 燕京橋         | 管莊路西口     | 21.3                                         | 5      | 招標中                         |                                                        |
| 2028年                  |                  | 亦5直通           | 跨線工程                             | 地铁（6B）          | 肖村           | 宋家莊         | 2.7                                          | 1      | 招標中                         |                                                        |
| 2028年                  |                  | M101线            | 一期                                 | 地铁（3A/6A）       | 商务园         | 张家湾东       | 18.1                                         | 14     | 建設中                         | [ 參⁠ 175 ]                                             |
| 2029年                  |                  | 11号线            | 二期西段                             | 地铁（6A）          | 新首鋼         | 蓮花橋         |                                              | 11     | 招標中                         |                                                        |
| 2029年                  |                  | 15号线            | 二期                                 | 地铁（6B）          | 俸伯           | 南彩           | 2.9                                          | 1      | 得標待建                       |                                                        |
| 2029年                  |                  | 17号线            | 二期（支線，為21號線代建）           | 地铁（8A）          | 天通苑東       | 北七家         | 8.9                                          | 3      | 得標待建                       |                                                        |
| 2029年                  |                  | 19号线            | 二期北段（主線）                     | 地铁（8A）          | 上清橋南       | 生命谷         |                                              | 5      | 招標中                         |                                                        |
| 2029年                  | 二期南段（主線） | 19号线            | 新宮                                 | 地铁（8A）          | 海子角         | 12.7           | 6                                            | 招標中 |                                |                                                        |
| 2029年                  |                  | 平谷线            | 西段                                 | 市域快轨（8D）      | 东大桥         | 紅廟           |                                              | 2      | 建設中                         |                                                        |
| 2029年                  |                  | 28号线（原CBD线） | 一期                                 | 地铁（6LB）         | 东大桥         | 广渠东路       | 8.9                                          | 9      | 建設中                         | [ 參⁠ 176 ] [ 參⁠ 177 ]                                  |
| 2030年                  |                  | 11号线            | 二期東段                             | 地铁（6A）          | 蓮花橋         | 麗澤商務區     |                                              | 3      | 招標中                         |                                                        |
| 2030年                  |                  | 14号线            | 暂缓开通车站                         | 地铁（6A）          | 陶然橋         | 陶然橋         | 不適用                                       | 1      | 建設中（因拆遷問題而無法開通） |                                                        |
| 2030年                  |                  | S6线              | 一期                                 | 市域快軌 (4D/8D)    | 3號航站樓      | 大興新城       | 64.4                                         | 9      | 規劃中                         |                                                        |
| 2031年                  |                  | 7号线             | 三期（北延伸）                       | 地铁（8B）          | 北京西站       | 萬壽寺         | 6.4                                          | 4      | 招標中                         |                                                        |
| 2031年                  |                  | 12号线            | 東延伸                               | 地铁（4A/8A）       | 東壩北         | 東壩北街       | 1.3                                          | 1      | 招標中                         | [ 參⁠ 178 ]                                             |
| 2031年                  | 南延伸           | 12号线            | 四季青橋                             | 地铁（4A/8A）       | 海淀五路居     | 1.2            | 1                                            | 規劃中 |                                |                                                        |
| 2031年                  |                  | 亦莊线            | 二期                                 | 地铁（6B）          | 亦庄火车站     | 台湖西         |                                              | 1      | 規劃中                         |                                                        |
| 2031年                  |                  | 25号线            | 三期（麗金線）                       | 地铁（6B）          | 東管頭南       | 靈境胡同       | 10.9                                         | 8      | 得標待建                       |                                                        |
| 規劃中/未有確切通車時間 |                  | 1号线             | 轉乘通道                             | 轉乘通道            | 木樨地         | 木樨地         | 不適用                                       | 1      | 招標中                         |                                                        |
| 規劃中/未有確切通車時間 | 16号线           |                   | 轉乘通道                             | 轉乘通道            | 木樨地         | 木樨地         | 不適用                                       | 1      | 招標中                         |                                                        |
| 規劃中/未有確切通車時間 |                  | 3号线             | 一期東段                             | 地铁（4A/8A）       | 管庄路西口     | 曹各莊北       |                                              | 4      | 規劃中                         | [ 參⁠ 179 ]                                             |
| 規劃中/未有確切通車時間 |                  | 14号线            | 暂缓开通车站                         | 地铁（6A）          | 高家园         | 高家园         | 不適用                                       | 1      | 因拆迁、地質問題而無法開通     | [ 參⁠ 180 ]                                             |
| 規劃中/未有確切通車時間 |                  | 15号线            | 新建車站                             | 地铁（6B）          | 國展東         | 國展東         | 不適用                                       | 1      | 規劃中                         |                                                        |
| 規劃中/未有確切通車時間 |                  | 20号线            | 一期南段（19號線代建之二期南段支線） | 地铁（8A）          | 新媒體产业基地 | 生物醫藥基地西 | 17.4                                         | 7      | 規劃中                         |                                                        |
| 規劃中/未有確切通車時間 | 北延伸           | 20号线            | 地铁（4A預留6A）                     | 燕京橋              | 順義           |                | 1                                            | 規劃中 |                                |                                                        |
| 擱置                    |                  | 3号线             | 二期                                 | 地铁（4A/8A）       | 東四十條       | 田村           | 14.1                                         | 12     | 擱置（二期規劃）               |                                                        |
| 擱置                    |                  | 9號线             | 北延伸                               | 地铁（6B）          | 國家圖書館     | 四道口         |                                              | 2      | 擱置（二期規劃）               |                                                        |
| 擱置                    |                  | 亦10直通          | 跨線工程                             | 地铁（6B）          | 肖村           | 成壽寺         | 1.1                                          | 0      | 擱置（三期規劃）               |                                                        |
| 擱置                    |                  | 燕房线            | 支线                                 | 地铁（4B预留6B）    | 饶乐府         | 周口店镇       | 6.1                                          | 3      | 擱置（一期規劃）               | [ 參⁠ 181 ] [ 參⁠ 182 ]                                  |
| 擱置                    |                  | 昌平线            | 南延伸二期                           | 地铁（6B）          | 四道口         | 薊門橋         |                                              | 1      | 擱置（二期規劃）               |                                                        |
| 擱置                    |                  | 亦莊T1线          | 南延伸                               | 有軌電車（5節編組） | 屈莊           | 老觀里         | 1.35                                         | 1      | 擱置                           |                                                        |
| 前期研究                |                  | 1号线             | 啟動地鐵1號線高井站前期研究          | 地铁（6B）          | 福壽嶺         | 高井           | 1.839                                        | 1      | 前期研究                       |                                                        |

### 遠期規劃線路
以下線路為在《北京市軌道交通線網規劃（2020年-2035年）》中出現，但尚未批覆之線路。
|              | 线路名 | 线路名 | 区段名           | 制式 车型编组  | 起讫站点                                 | 起讫站点                                 | 規劃长度 （千米） | 規劃车站数目 | 備注/ 参考资料 |
| ------------ | ------ | ------ | ---------------- | -------------- | ---------------------------------------- | ---------------------------------------- | ----------------- | ------------ | -------------- |
| 遠期規劃線路 |        | 6号线  | 南延伸二期       | 地铁（8B）     | 潞阳                                     | 胡郎路                                   | 2                 | 1            |                |
| 遠期規劃線路 |        | 8号线  | 五期（南延伸）   | 地铁（6B）     | 瀛海                                     | 兒童醫院                                 | 5                 | 2            |                |
| 遠期規劃線路 |        | 9号线  | 南延伸           | 地铁（6B）     | 郭公庄                                   | 西紅門                                   | 4                 | 2            |                |
| 遠期規劃線路 |        | 11号线 | 二期剩餘段與三期 | 地铁（6A）     | 麗澤商務區                               | 五方橋東                                 | 25                | 12           |                |
| 遠期規劃線路 |        | 15号线 | 二期             | 地铁（6B）     | 清華東路西口                             | 西苑                                     | 6                 | 3            |                |
| 遠期規劃線路 |        | 19号线 | 北延伸           | 地铁（8A）     | 生命科學園南                             | 海淀後山/沙河高教園                      | 20                |              |                |
| 遠期規劃線路 |        | 20号线 | 中段             | 地铁（4A/6A）  | 管庄路西口                               | 新媒體基地                               |                   | 13           |                |
| 遠期規劃線路 | 南延伸 | 20号线 | 南苑             | 地铁（4A/6A）  | 大興機場                                 |                                          | 5                 |              |                |
| 遠期規劃線路 |        | 21号线 |                  | 地铁（8A）     | 天通苑東                                 | 良鄉、大興西區                           | 74                | 24           |                |
| 遠期規劃線路 |        | 22号线 | 西延伸           | 市域快軌（8D） | 東風北橋                                 | 高樓                                     |                   | 7            |                |
| 遠期規劃線路 |        | 23号线 | 西延伸           | 市域快軌（8D） | 東大橋                                   | 東大橋-海淀山後                          |                   | 10           |                |
| 遠期規劃線路 |        | 28号线 | 二期             | 地铁（6LB）    | 東直門                                   | 東大橋                                   | 3                 | 2            |                |
| 遠期規劃線路 |        | 30号线 |                  | 未知           | 八大處                                   | 白盆窯                                   | 24                | 21           |                |
| 遠期規劃線路 |        | 31号线 |                  | 未知           | 白盆窯                                   | 五方橋東                                 | 33                | 21           |                |
| 遠期規劃線路 |        | 32号线 |                  | 未知           | 五方橋東                                 | 北苑                                     | 27                | 13           |                |
| 遠期規劃線路 |        | R1线   |                  | 未知           | 馮村                                     | 城市綠心                                 | 60                | 21           |                |
| 遠期規劃線路 |        | M101线 | 西延伸           | 地铁（3A/6A）  | 高辛庄                                   | 商务园                                   | 10                | 1            |                |
| 遠期規劃線路 | 東延伸 | M101线 | 张家湾东         | 地铁（3A/6A）  | 小甘棠                                   | 1                                        | 10                |              |                |
| 遠期規劃線路 |        | M102线 |                  | 未知           | 城市副中心環線（包括台湖支線和燕郊支線） | 城市副中心環線（包括台湖支線和燕郊支線） |                   | 38           |                |
| 遠期規劃線路 |        | M103线 |                  | 未知           | 定福庄                                   | 召里                                     | 14                | 12           |                |
| 遠期規劃線路 |        | M104线 |                  | 未知           | 五方橋東                                 | 副中心站地區、張家灣小鎮地區             | 20                | 16           |                |

## 设施

### 车辆
北京地铁的列车大多由中国中车长春轨道客车股份有限公司（简称长客）制造。长客生产的列车占北京地铁列车总数的比例在70%以上。1号线（部分列车）、2号线、5号线、6号线、9号线、10号线、13号线、14号线（部分列车）、15号线、16号线（部分列车）、17号线（部分列车）、19号线（部分列车）、燕房线（多数列车）、亦庄线、首都机场线、大兴机场线（JC 009）均采用了长客生产的列车，其中1号线部分列车、9号线部分列车和13号线列车为长春轨道客车与北京地铁车辆装备有限公司联合生产或由北京地铁车辆装备翻新的，首都机场线列车则是和加拿大庞巴迪公司联合制造的。
其余列车中，1号线（部分列车）、4号线和大兴线、8号线、14号线（部分列车）、16号线（部分列车）、17号线（部分列车）、19号线（部分列车）、八通线、燕房线（YF 016）、昌平线、大兴机场线（多数列车）采用南车青岛四方机车车辆股份有限公司制造的车辆，其中8号线、昌平线和八通线的车辆是与北京地铁车辆装备联合生产的。
房山线和7号线则采用北京地铁车辆装备有限公司制造的具有完全自主知识产权的列车。
除3号线、6号线、11号线、12号线、14号线、16号线、17号线、19号线采用直流1500V接触网供电外，各线路供电方式多为直流750V第三轨供电（7号线采用直流1500V第三轨供电）；另外，6号线、7号线、15号线、17号线、昌平线和房山线设计最高时速100公里；19号线设计最高时速120公里；首都机场线列车为直线电机驱动，设计最高时速110公里；其余线路车辆设计最高时速80公里。
目前1号线、2号线、4号线、5号线、8号线、9号线、10号线、13号线、15号线、八通线、大兴线、昌平线、房山线、亦庄线为6节B型列车编组（八通线和13号线原为4节编组，现已扩编为6节编组）。虽然北京地铁采用缩小间隔的方法提高运力，但是在低票价所带来的大客流量之下，6节编组的B型车辆内仍显十分拥挤，因此后续新建的线路中，6号线和7号线采用了8节编组B型车辆，而14号线受限于北京南站预留条件则由原来7节编组B型列车改为采用6节编组A型车辆，较同样是6节的B型车辆更宽也更长。在2016年至2021年开通的线路中，16号线、17号线、19号线采用更大的8节编组A型车辆。此外，3号线及12号线使用4节编组A型车，高峰期間可重聯為8节编组，11号线为4节编组A型车，燕房线为4节编组B型车，首都机场线为4节编组LB型车，大兴机场线为4节/8节市域编组D型车。
大部分列车内设有LED滚动显示屏和LED指示灯线路图，可以显示列车运行前方的车站。少数新款列车和改装车的车门上方配备LCD屏幕，可显示沿途站点或出入口、卫生间位置等信息。
大部分列车配备液晶显示屏，可转播电视节目和显示部分乘车信息，但各条线路列车显示内容尚无统一标准，有价值的信息较少且时常发生故障，对乘客而言并不方便。

### 车站

#### 换乘站
北京地铁现有换乘站97个，其中有9个三线换乘站，其余均为双线换乘站。

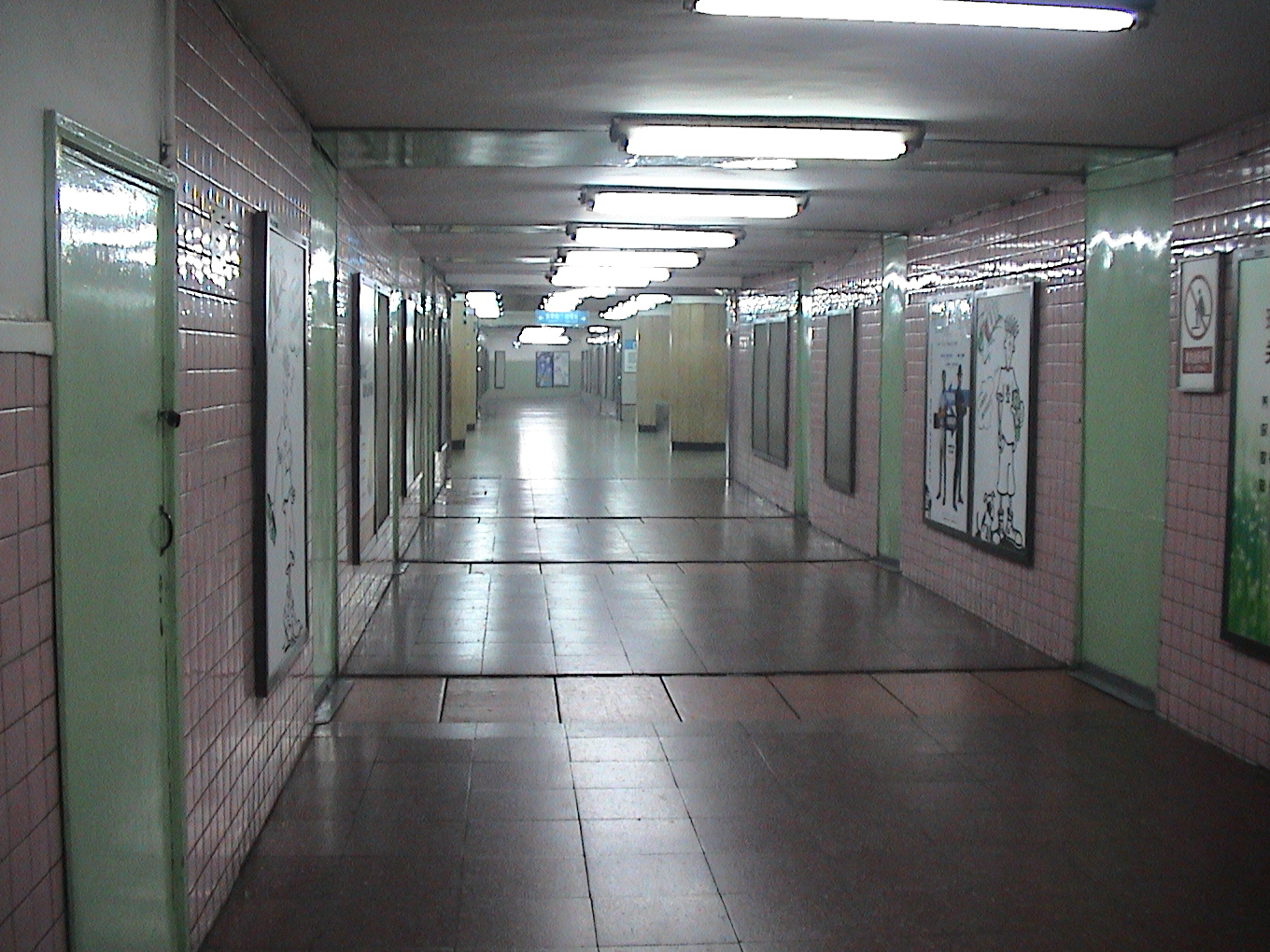
西直门站的通道

北京地鐵早期線路之間的換乘問題是較為被人詬病的地方。相比於广州地铁、港鐵及台北捷運從月台一側到另一側即可轉車的跨月台换乘模式，北京地鐵乘客的換乘距離較為遙遠，早期线路之间换乘距离平均有128米。1号线与2号线换乘的复兴门和建国门两站，从1号线转2号线需步行很长的换乘通道。2號線轉13號線的两站是换乘最为不便的，一度要步行15分钟。在西直門站，乘客甚至曾经需要出站才可以換乘。不过在2008年6月9日，西直门站200米长的换乘长廊启用后，已不再需要出站换乘；2011年又在2、4号线地下部分修建了一条从13号线通往2号线、4号线的换乘通道，长约170米，换乘距离较原来大为缩短。一些其他换乘距离较长或换乘条件较差的车站如东直门站等也计划进行改造。
2007年起，北京地铁开通线路中，换乘问题得到重视，较以往大为改善，东单和崇文门两站换乘通道内增设了自动步道，其他车站设置了换乘楼、扶梯，改善了换乘条件。
由于北京地铁线路多为十字交叉，许多换乘站不适合修建最为便捷的同站台换乘（即跨月台转车）。然而在新线路设计中，出现了若干同站台换乘形式，例如已开通的9号线和房山线的郭公庄站（同层同站台换乘）、燕房线和房山线的阎村东站（同层同站台换乘）、4号线和9号线的国家图书馆站（同层同站台换乘）、8号线与昌平线的朱辛庄站（同层同站台换乘）、6号线与8号线的南锣鼓巷站（叠落式同向同站台换乘），以及7号线和9号线的北京西站（同层同站台换乘）等。
无法建设同站台换乘的车站，也将尽量改善换乘条件，力争所有新线路之间的换乘站，换乘距离都将不超过100米。现在北京地铁换乘条件较好的车站有9號线与10号线的六里橋站、5号线与10号线的惠新西街南口站、9号线与14号线的七里庄站、10号线与14号线的西局站等。目前新线路之间换乘距离平均为63米，与老线相比缩短了一半。
在霍营站、北京西站、北京站等车站，乘客可出站换乘北京市郊铁路；而荣昌东街站则可换乘北京亦庄新城现代有轨电车T1线。
2022年7月30日，北京地铁线网引入了虚拟换乘机制。持市政交通一卡通的乘客可在一定时间内在指定车站间出站换乘，而持单程票的乘客则需要重新购买车票。目前，虚拟换乘机制在复兴门-太平桥、广安门内-牛街两组车站，以及1号线木樨地站和16号线木樨地站之间、12号线大钟寺站和13号线大钟寺站之间得到支持，但单次旅途仅允许在得到支持的车站虚拟换乘一次。

#### 电梯和无障碍设施

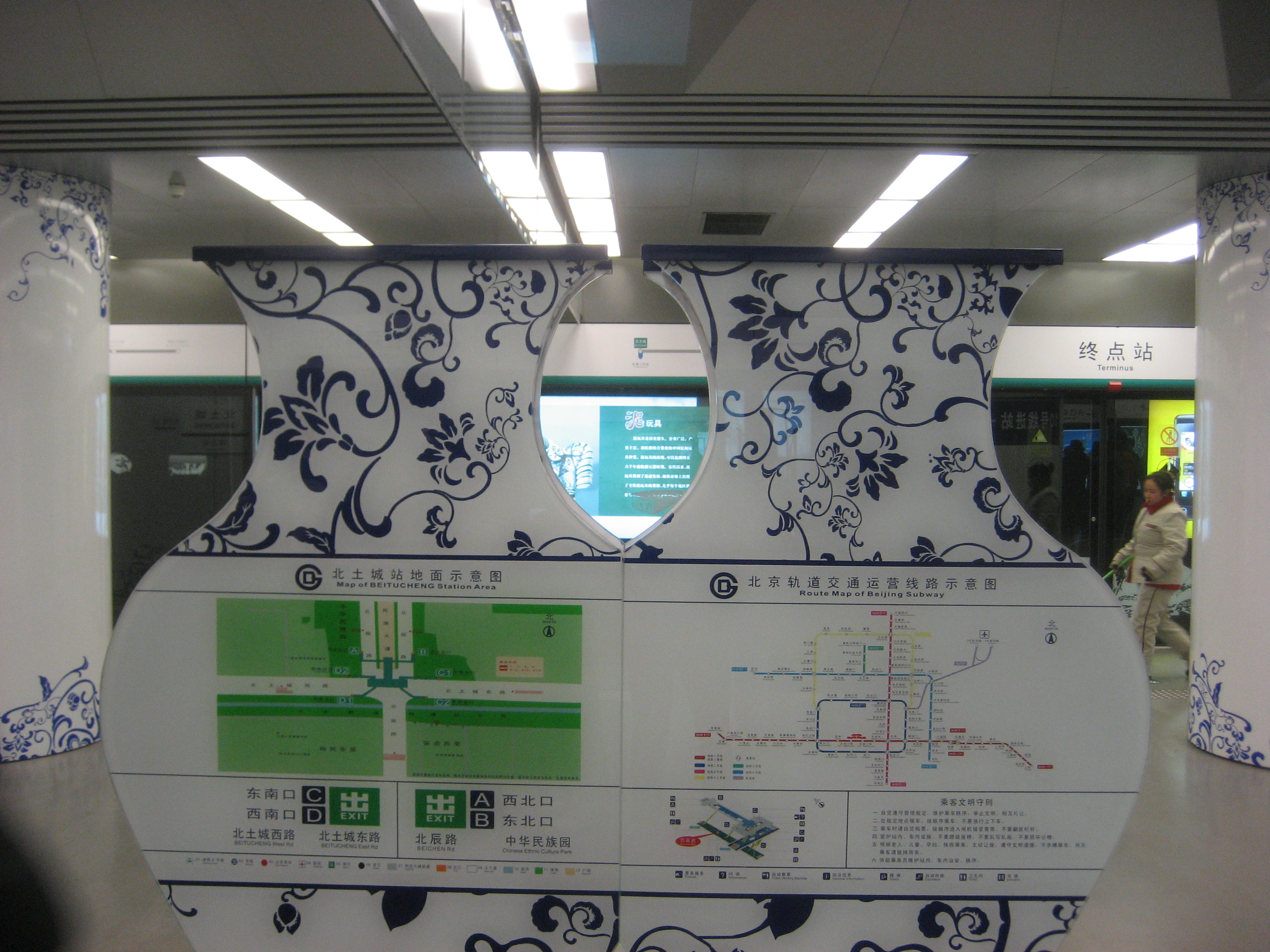
8号线北土城站的青花瓷装饰信息板

地铁开始建设时，自动扶梯设置较少，为方便各國政要及國內外遊客参观中国人民革命军事博物馆，北京地铁1号线军事博物馆站东北侧出站口设有一台自动扶梯。近年，随着新线的开通，在大多数出入口设置了自动扶梯。今后，北京地铁的主要车站，都将设置上行乃至上下行自动扶梯。
北京地铁开始建设时，没有考虑残障人士乘坐需要。从13号线、八通线开始，开始设置站台与站厅层之间的无障碍垂直电梯和轮椅升降机，并于5号线开通后，逐渐在老线配备了轮椅爬楼车。随着新线的建设，也开始在站厅层到地面设置垂直电梯。

#### 站内装饰
自5号线开始，北京地铁的新线车站内都有装饰，增强了车站的美感。8号线的各个车站的装饰更是华丽：如北土城站的青花瓷设计、森林公园南门站的森林设计等。

#### 导向标识

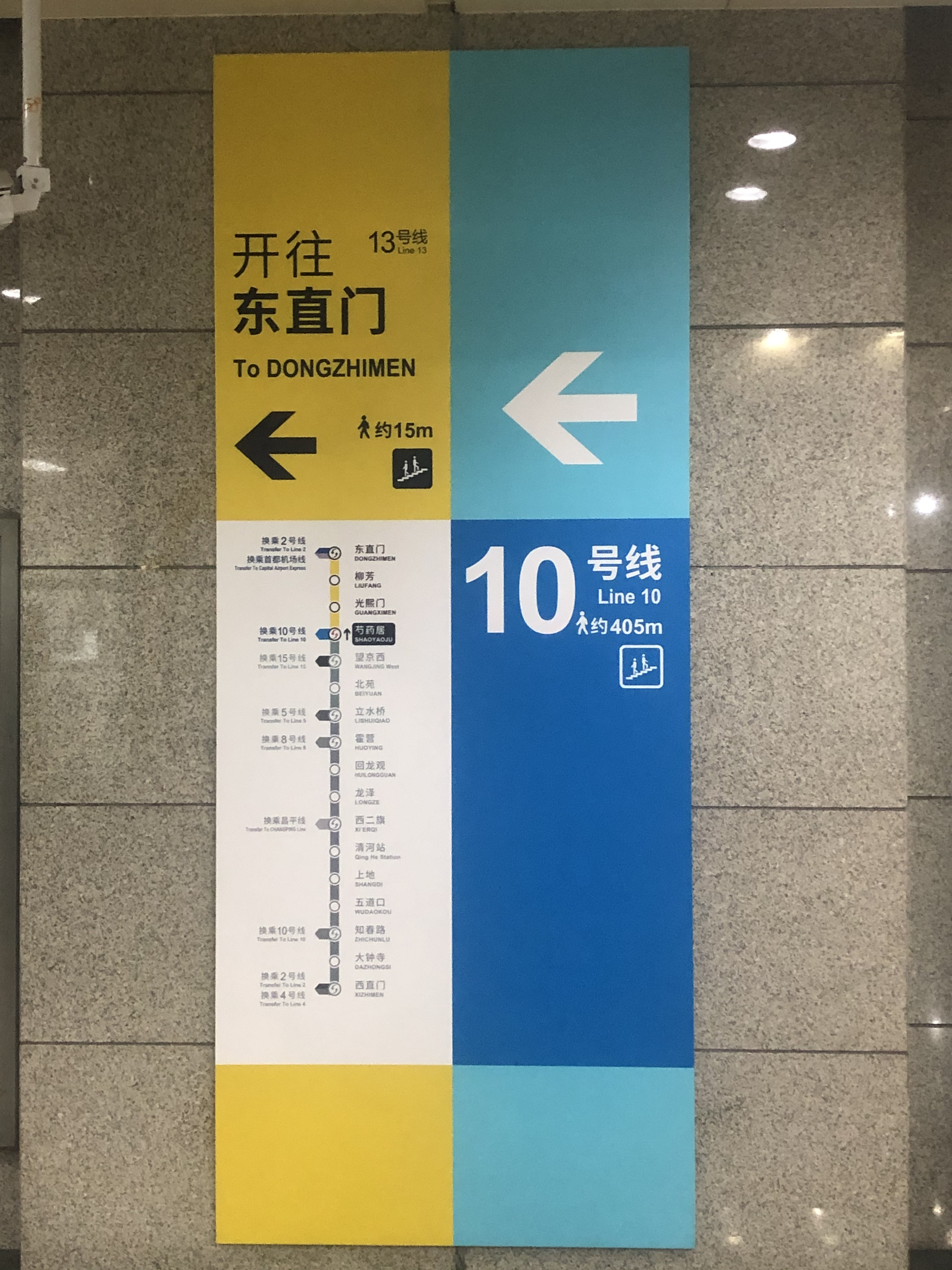
芍药居站的导向标识，使用北京地铁2020年5月启用的新风格。

2020年5月，北京地铁开始试点新的导向标识设计风格。在新风格启用前，导向标识用圆角矩形标明换乘线路，部分标识中存在字体、颜色、形状混用等问题。新风格采用大色块标明换乘线路，增大了标识的面积和字号，增加了信息密度，整体更加统一、简洁和明确。然而由于新版导向设计未受到广泛欢迎，在首都机场线和13号线全线各车站（西二旗站和清河站除外），以及东直门站2号线部分和北京站更换了新版设计之后，北京地铁便终止了新版导向标识的更新。此后新开通的车站除首都机场线北新桥站外均沿用旧版导向标识设计而非新版标识设计，但部分新开通车站如11号线、17号线和19号线车站的导向标识在保留旧版标识时混用了新版标识的分割线。
2022年起，北京地铁重新恢复新导向标识试点。截至2024年2月，又有包括北土城站、鼓楼大街站、南锣鼓巷站、西直门站（新增2号线部分）、七里庄站（9号线部分）、呼家楼站、奥林匹克公园站、三元桥站（新增10号线部分）、沙河站、六道口站（15号线部分）、望京站（15号线部分）、朱辛庄站、丰台南路站（9号线部分）、军事博物馆站、慈寿寺站、海淀黄庄站（10号线部分）、惠新西街南口站、芍药居站（新增10号线部分）、东四十条站等的车站更换了新版的导向标识。但由于北京地铁各运营公司以及设计公司并未统一导向标识风格意见，导致目前新版导向标识风格依然过于混乱以及出现风格混用的现象。2024年12月15日新开通的北京地铁3号线和12号线所有车站均直接采用新版导向标识，但这些车站的新版导向标识的外部框架与此前启用新版标识的一批换乘车站并不相同。

#### 英语站名译写

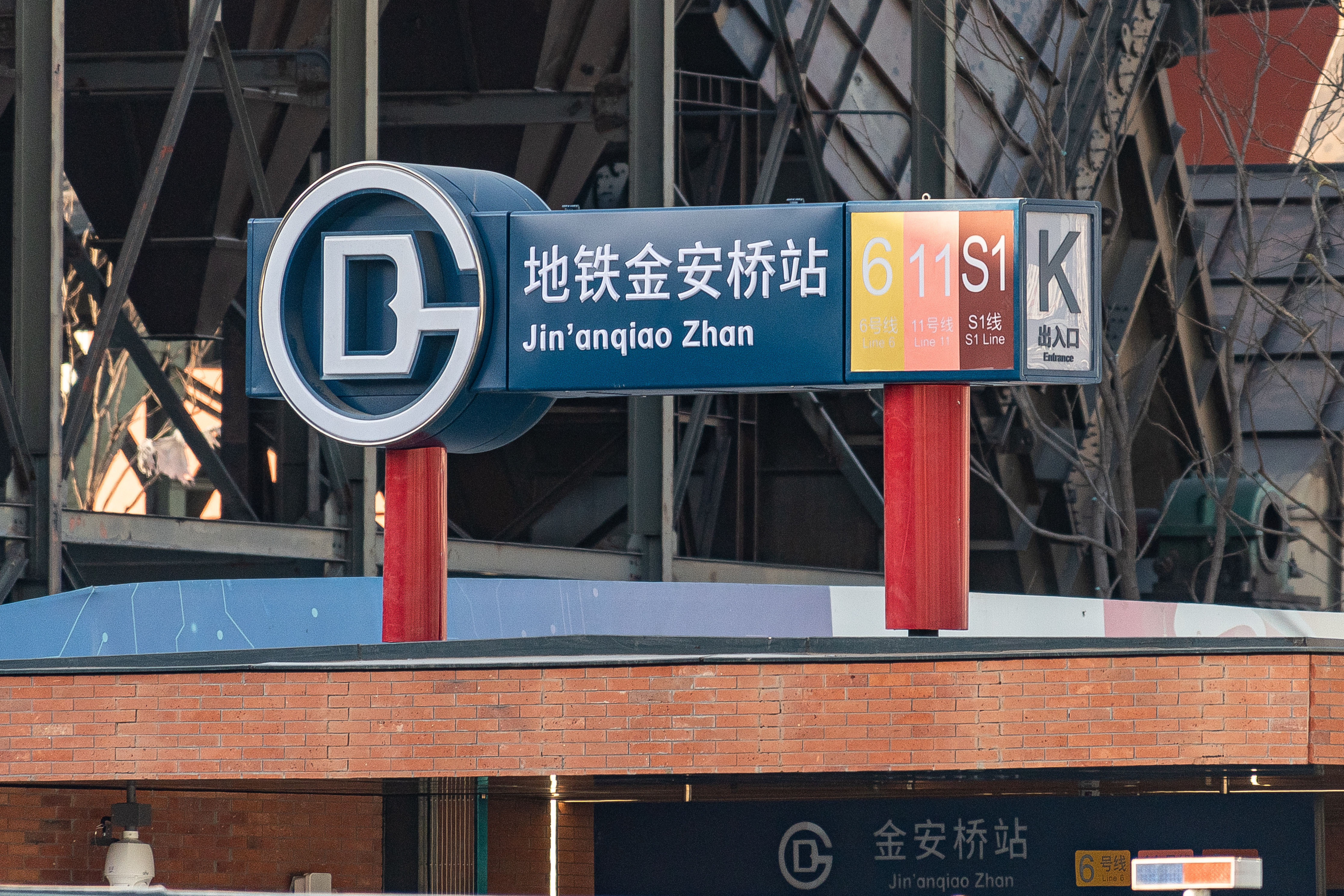
金安桥站K出入口的灯箱，英文标注改为全拼音，“站”不再用Station标注

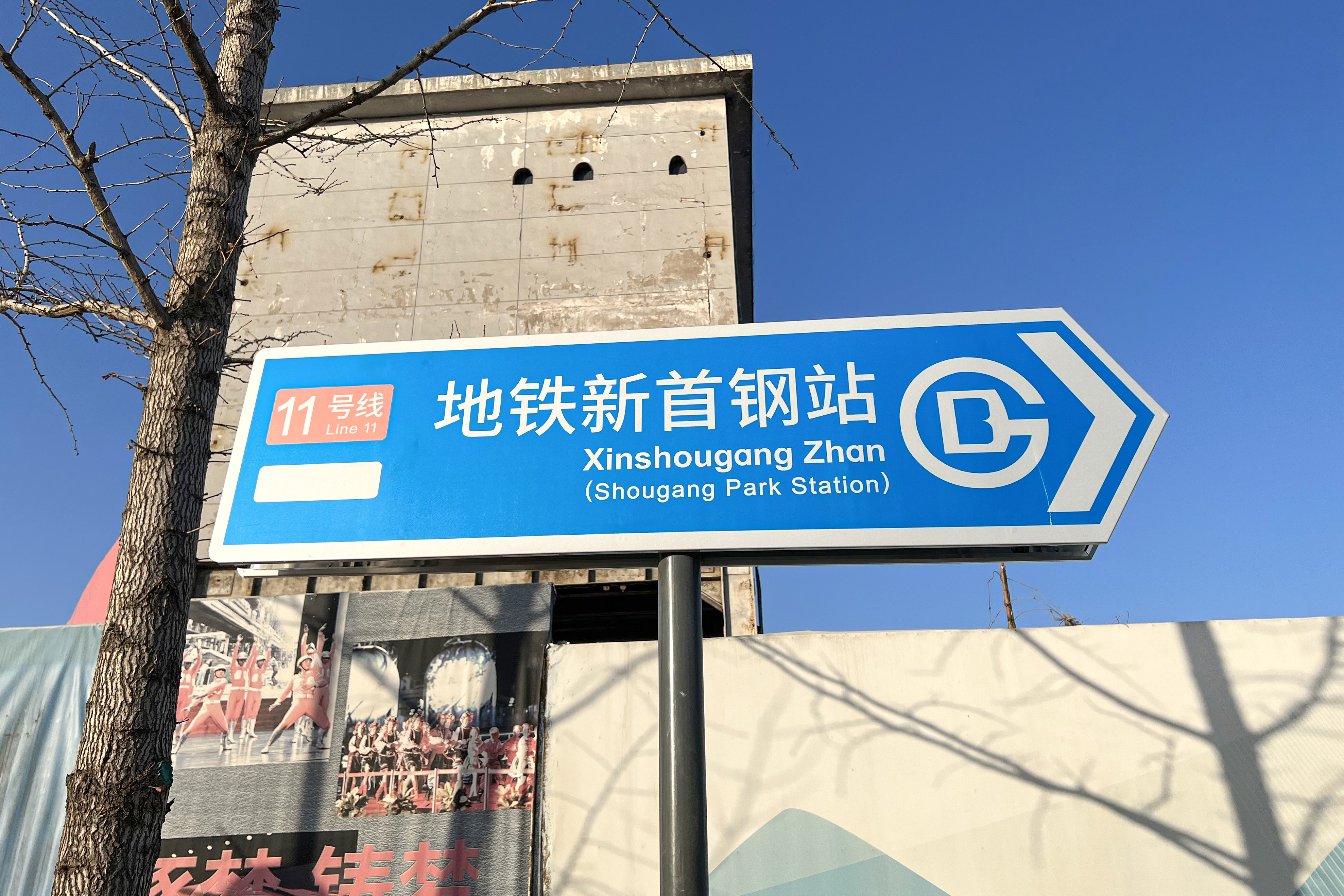
新首钢站外的路标，分为三行：
地铁新首钢站
Xinshougɑng Zhɑn
(Shougang Park Station)

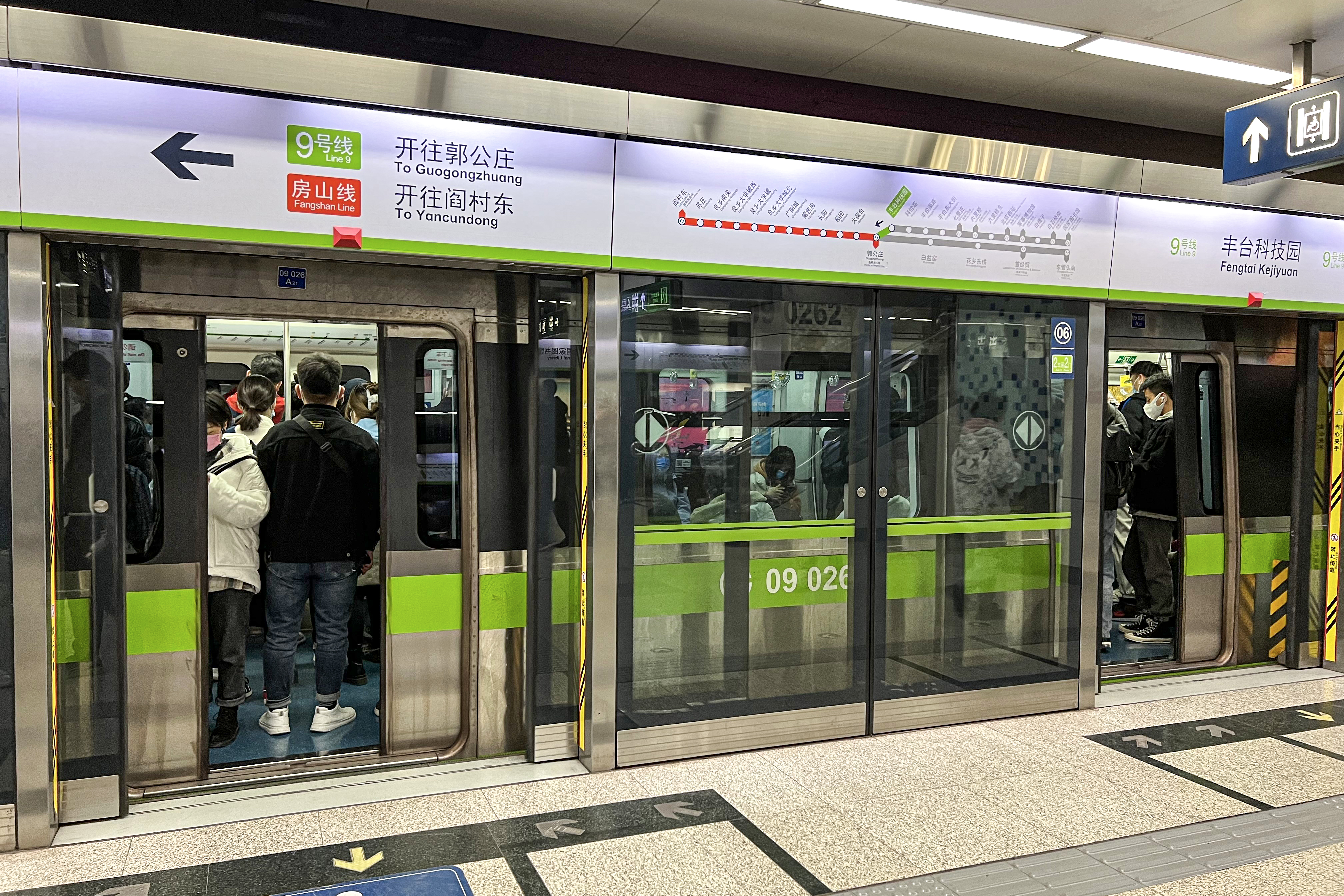
丰台科技园站屏蔽门上方的线路图，与其他北京地铁车站不同的是有英译的车站不标出拼音名，只标出英译名

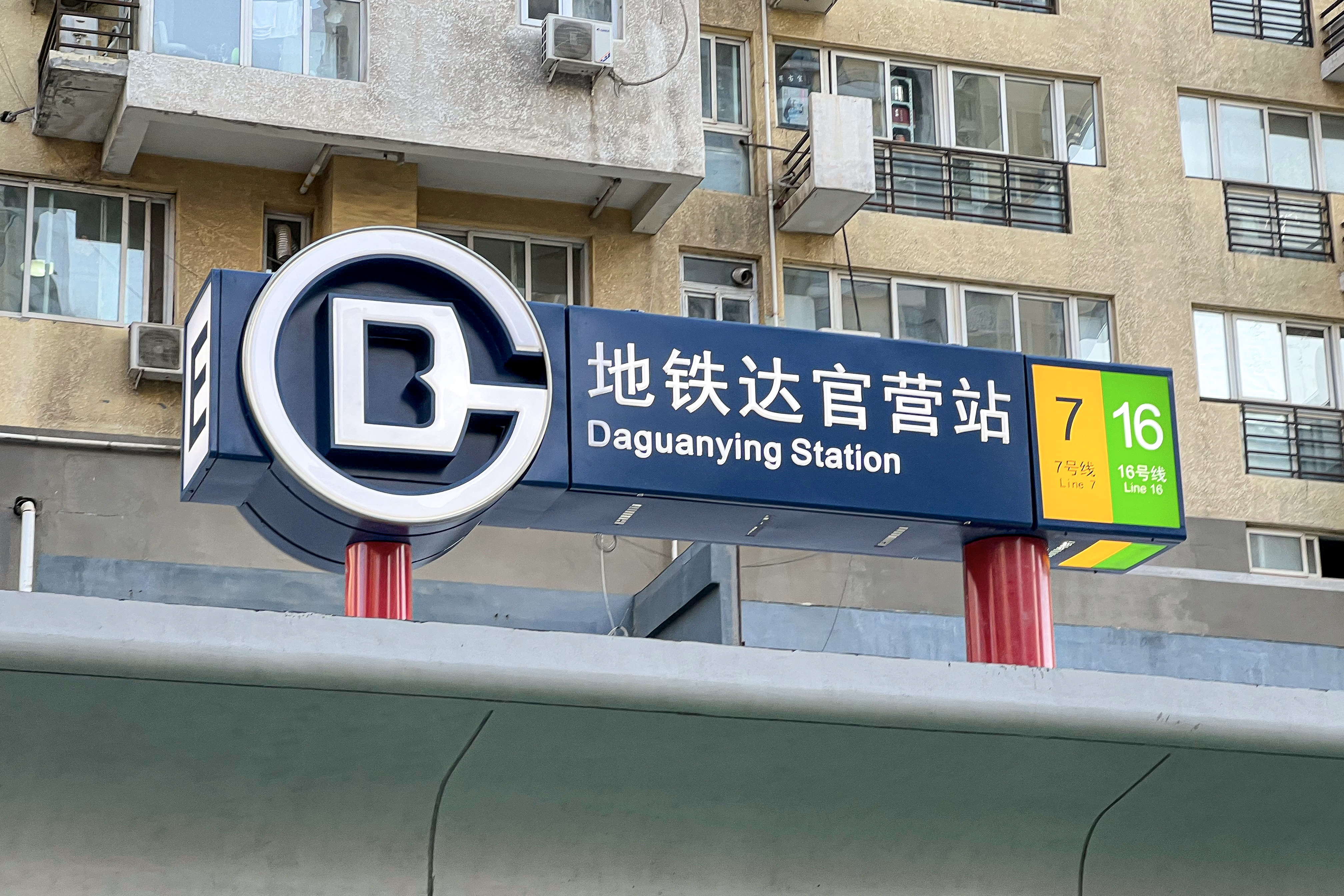
达官营站E口的灯箱，重新用Station标注“站”

北京市2006年的推荐性地方标准《公共场所双语标识英文译法》（DB11/T 334.1-2006）规定，地铁、公交站名中的地名专名和通名全部采用大写汉语拼音，如南礼士路译写为NANLISHILU；但场馆等名称作为站名时通常用英语翻译，如军事博物馆译写为Military Museum，八角游乐园译写为BAJIAO Amusement Park；地铁中途停靠站可译为Station；地铁终点站可译为Terminus。
2017年12月实施的国家标准《公共服务领域英文译写规范》则要求，轨道交通和公共汽车站点名称用作地名时，地名的罗马字母拼写应符合中国语言文字和地名管理法律法规的规定。自2018年12月以来，北京地铁开始对新投入运营的车站的英语站名格式进行修改，至2022年底已先后变更过五版。
2018年12月，6号线西段（金安桥至海淀五路居）、8号线南段（珠市口至瀛海）开通。与此同时，北京地铁也在6号线沿线以及8号线南段使用新版译写规则。在2018版译写规则中，每个词仅首字母大写，其他字母小写；同时按照英语发音习惯，地名中部分通名采用分写形式（如南锣鼓巷Nan Luogu Xiang、西黄村Xihuang Cun）；而站名末尾的方位词则改为汉语拼音转写、括号附注英语翻译的形式，如白石桥南为Baishi Qiao Nan (S)，车公庄西为Chegong Zhuang Xi (W)。
2019年12月，7号线和八通线东延段开通，北京地铁实行了第二个修改版本，并应用于7号线和八通线全线。与2018版本不同的是，在2019年12月发布的线路图中，7号线和八通线的所有车站都使用了新版本的英语站名；部分与八通线换乘的线路如1号线，也在其部分的全线线路图中更改了与八通线换乘车站的英语站名。在2019版中，分写规则为除极少数情况下，全部采用逐字分写，并依然保留首字母大写的形式（如黑庄户Hei Zhuang Hu、高楼金Gao Lou Jin，但广渠门外为Guangqu Men Wai）。
而2020年12月实行的第三个修改版本中，北京地铁更换了全网的英语站名格式，并规定地铁站名使用汉语拼音的应符合《汉语拼音方案》及《汉语拼音正词法基本规则》。每个拼写单位首字母大写，其余字母小写，按照汉语拼音规则间隔。以名胜古迹、纪念地等命名，或有约定俗成、长期沿用且中外普遍接受的英文名称的站名，继续使用英文译写。站名以“东、西、南、北”等方位词结尾的，方位信息统一用英文缩写标注解释。这一版修改版本事实上否定了7号线及八通线采用的逐字分写形式，恢复了2018年12月采用的版本。同时，车厢内广播中涉及东、南、西、北等方位词的站名亦不再使用East、South、West、North播报，而改为各自的汉语拼音（如永丰南读作Yongfengnan，不再读作Yongfeng South）。
2021年12月，北京地铁再次更换全网车站的英语站名，将所有新投入使用的车站出入口相关标识上的“站”字由“Station”替换为拼音“Zhɑn”。这一变动迅速引发了广泛争议，市民批评这类标注“中国人懒得看，外国人看不懂”，同时一些以地标命名的车站改为汉字、拼音、英译三行标注（其中英译部分用括号标注。9号线和房山线在更换为跨线线路图后，由于排版所限，略去了有英译的站名的拼音标注），车厢英语报站则只播报站名的英译部分），以方位词结尾的站名则不再用英文缩写标注（如车公庄西写作Chegongzhuangxi，不再写作Chegongzhuang Xi(W)），一些原先以片区命名的有英译车站（如沙河高教园站、生命科学园站、良乡大学城站）也改用拼音标注，丽泽商务区站亦包括在内。所有英语站名拼音部分的“a”也在新版标识上更换为单层字形“ɑ”。
2022年12月，北京地铁第三次更换全网车站的英语站名，取消了仅实行一年的以“Zhɑn”取代“Station”的规则，并将车站英文名拼音中的“ɑ”恢复到了“a”。而在官方线路图中，部分车站的英语站名恢复了2020年12月版本，而部分车站则保留了2021年12月版本的英语站名。由于2021年12月时修改的英语站名已推广到了包括4号线部分车站、8号线、10号线等干线在内的多条线路上，再次更换物料耗费人力物力较大，使得这一版英语站名仅在官网刊登的线网图以及新开通的16号线南延段、原计划2022年底开通但因故推迟的昌平线南延段上得到采用。
2023年通车的16号线剩余段以及17号线北段延续了前一年译名混用的状况，其中未来科学城北、未来科学城、工人体育场三站依旧保持2021年12月实行的汉语拼音及英译双行标注，17号线北段其他车站以及11号线模式口站亦跟随17号线南段，将“站”字由“Station”标注为拼音“Zhɑn”；16号线剩余段则跟随16号线南段，使用首字母大写的形式，并将“站”字译为Station。

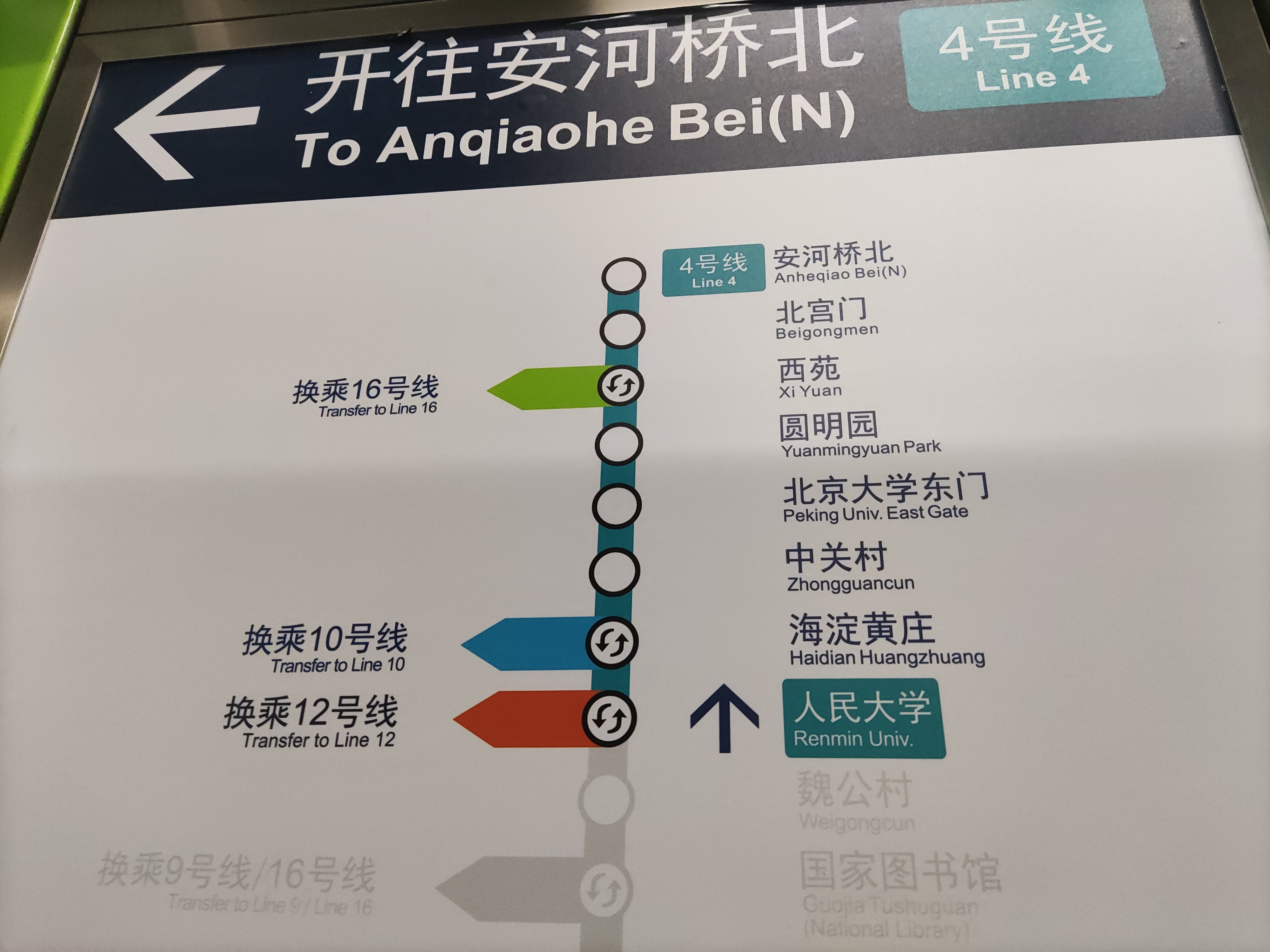
4号线人民大学站在12号线开通后更换的线路图。其中人民大学站至北宫门站符合2024年版地方标准，安河桥北站未按该标准改为Anheqiaobei，人民大学站以南仍有国家图书馆、动物园、北京南站等站采用拼音+英文的旧翻译方案

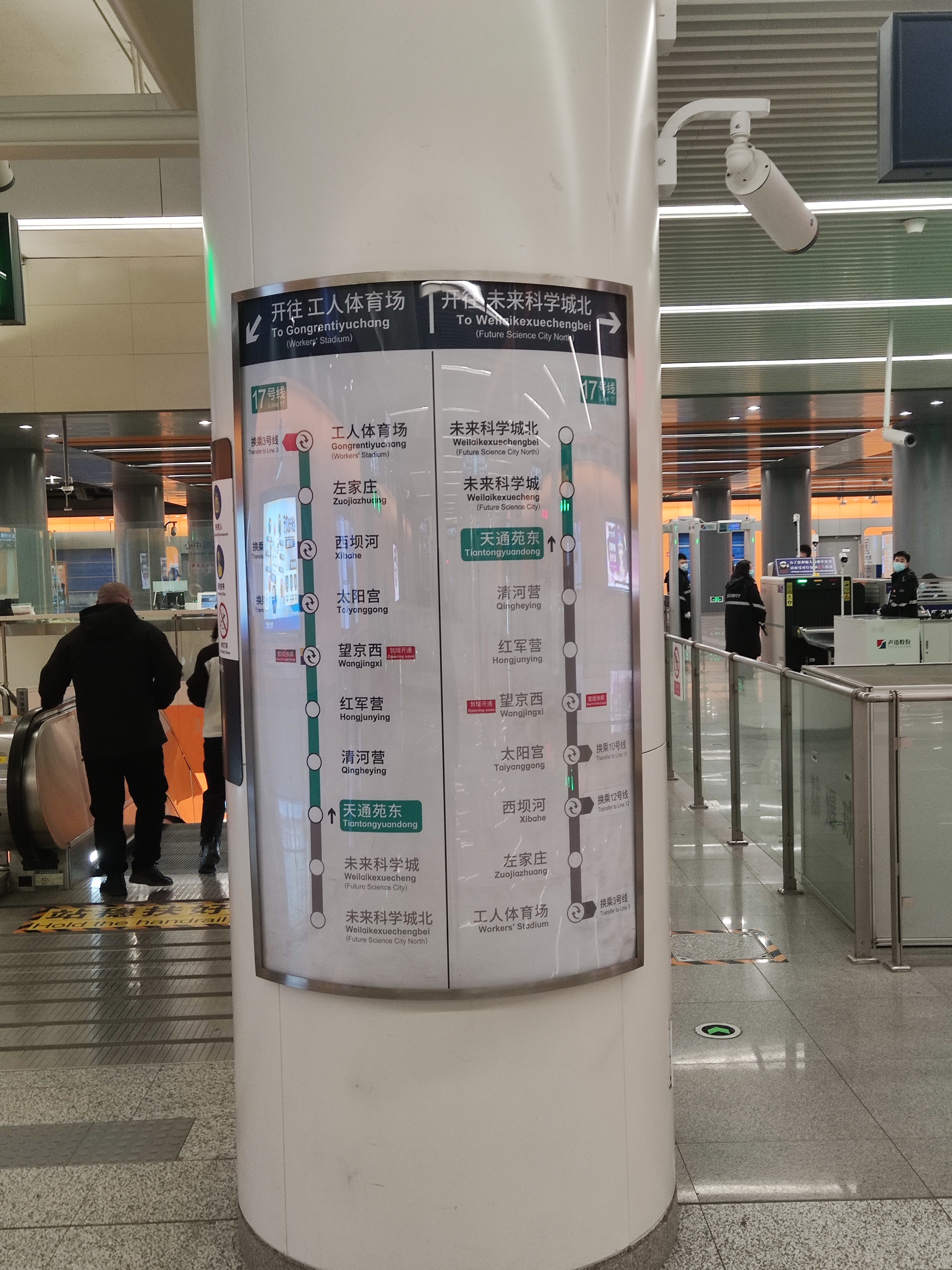
3号线开通时，北京地铁全网线路图仅将17号线北段的工人体育场站随3号线改为Workers' Stadium，而未来科学城北站、未来科学城站未修改。17号线天通苑东站部分线路图根据全网线路图，仅将右下角的工人体育场站改为英文

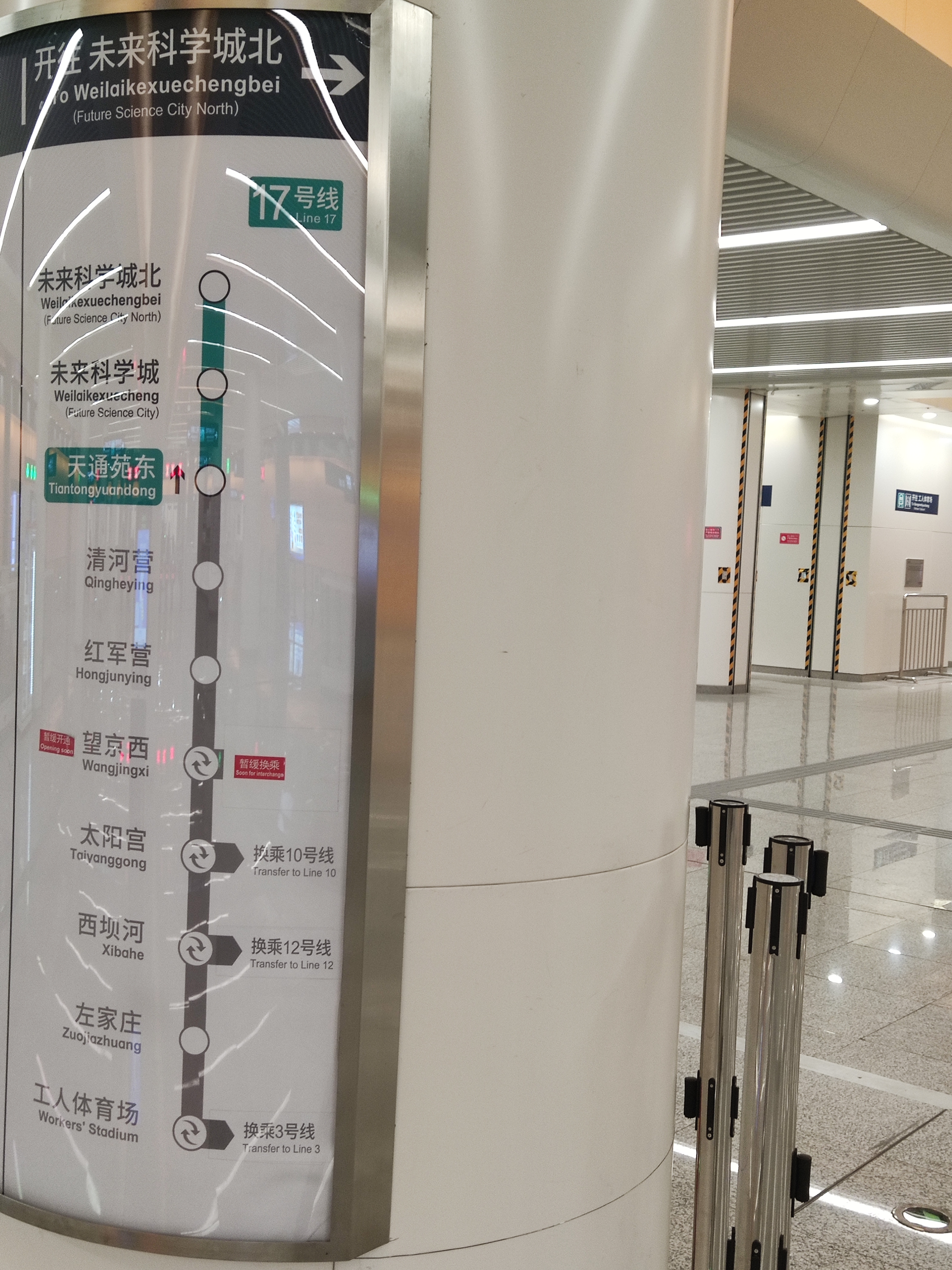
3号线开通时，北京地铁全网线路图仅将17号线北段的工人体育场站随3号线改为Workers' Stadium，而未来科学城北站、未来科学城站未修改。17号线天通苑东站部分线路图根据全网线路图，仅将右下角的工人体育场站改为英文。背景处“开往工人体育场方向”的标牌也未修改。

2023年12月25日，北京市发布的推荐性地方标准《公共场所中文标识英文译写规范 第1部分：交通》（DB11/T 334.1-2023）第4.2.1.6条明确地铁车站名称中的“站”译作Station，地铁站名通常采用“地名汉语拼音+Station”标注，而对于站名属于公共服务设施的台、站、港、场，以及名胜古迹、纪念地、游览地、企业事业单位名称的情况则可以用英语对其含义予以解释，该标准已于2024年7月1日正式实施，但2024年底版线路图仅对3号线、12号线车站及相关换乘站按此标准翻译，其余车站未改变翻译。
尽管迄今为止北京地铁已多次更换全网车站的英语站名，但由于标准频繁更改以及各个运营商（分公司）、地上标识标牌的产权方对新标准的执行程度不一，致使各座车站的英文站名普遍存在多个译法同时存在的情况。诸如6号线各站在安全门顶部设置的全线线路图中采用2018年12月实行的译法；7号线各站在安全门顶部设置的全线线路图中采用2019年12月实行的译法；1号线八通线各站安全门上设置的全线线路图中采用2020年12月实行的译法；14号线先期开通的西段及中东段在安全门顶部设置的全线线路图中，除最后通车的丽泽段以外，各站依然采用译法更改之前（2017年及以前）的全大写格式；16号线北段、中段、玉渊潭东门站及南延段在安全门顶部设置的全线线路图中，分别采用全大写格式、2020年12月版、2021年12月版及2022年12月版四种译法。而在各站站外的相关标识牌、出入口灯箱上，有些车站以简易方式更改了英文翻译，如5号线与10号线换乘的惠新西街南口站出入口标识板使用不干胶补丁的形式，将译名改为2020年12月实行的词组分写模式（Huixin Xijie Nankou），有些车站则并未更改。

#### 商业设施

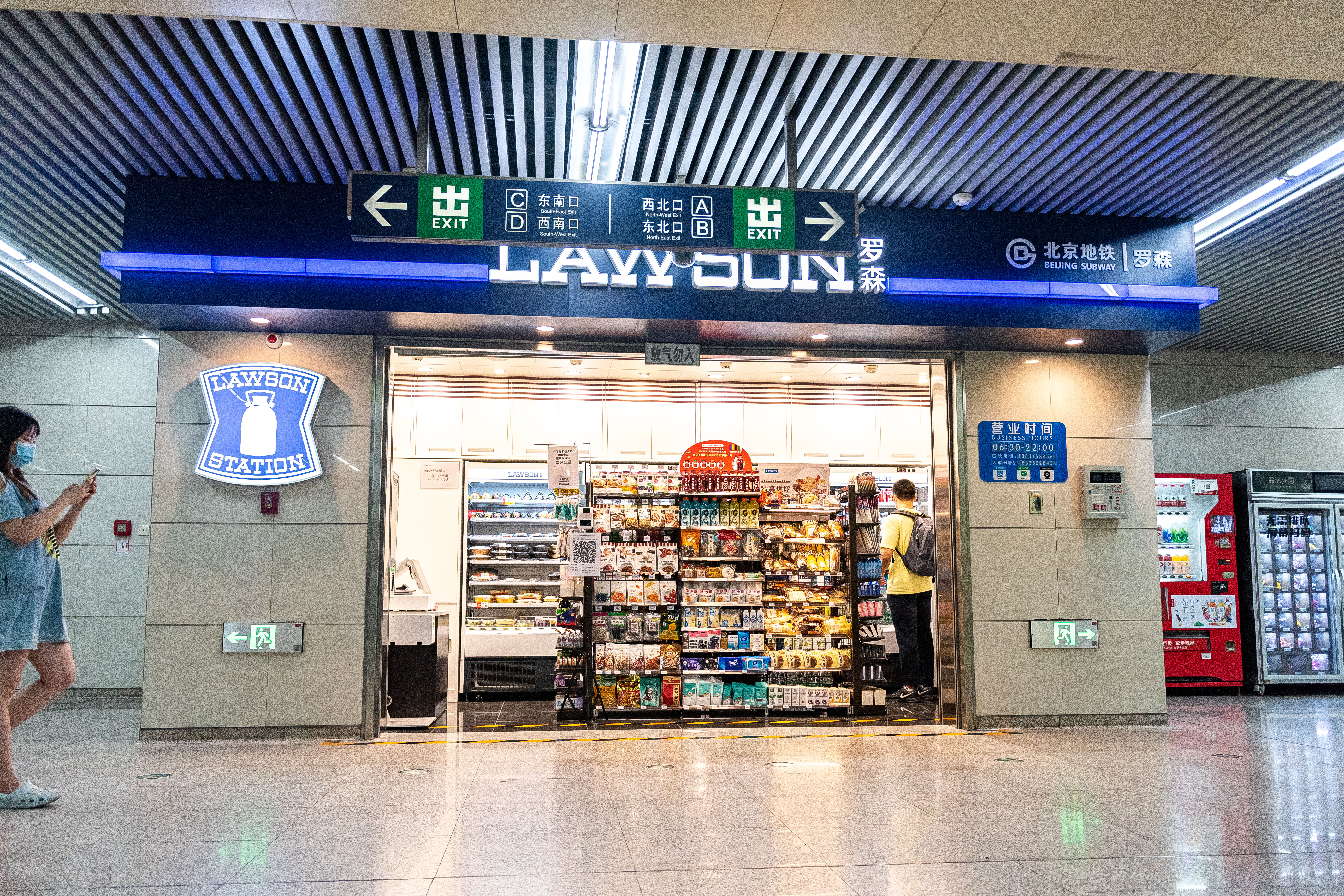
2021年7月25日，开业首日的5号线和平里北街站罗森便利店

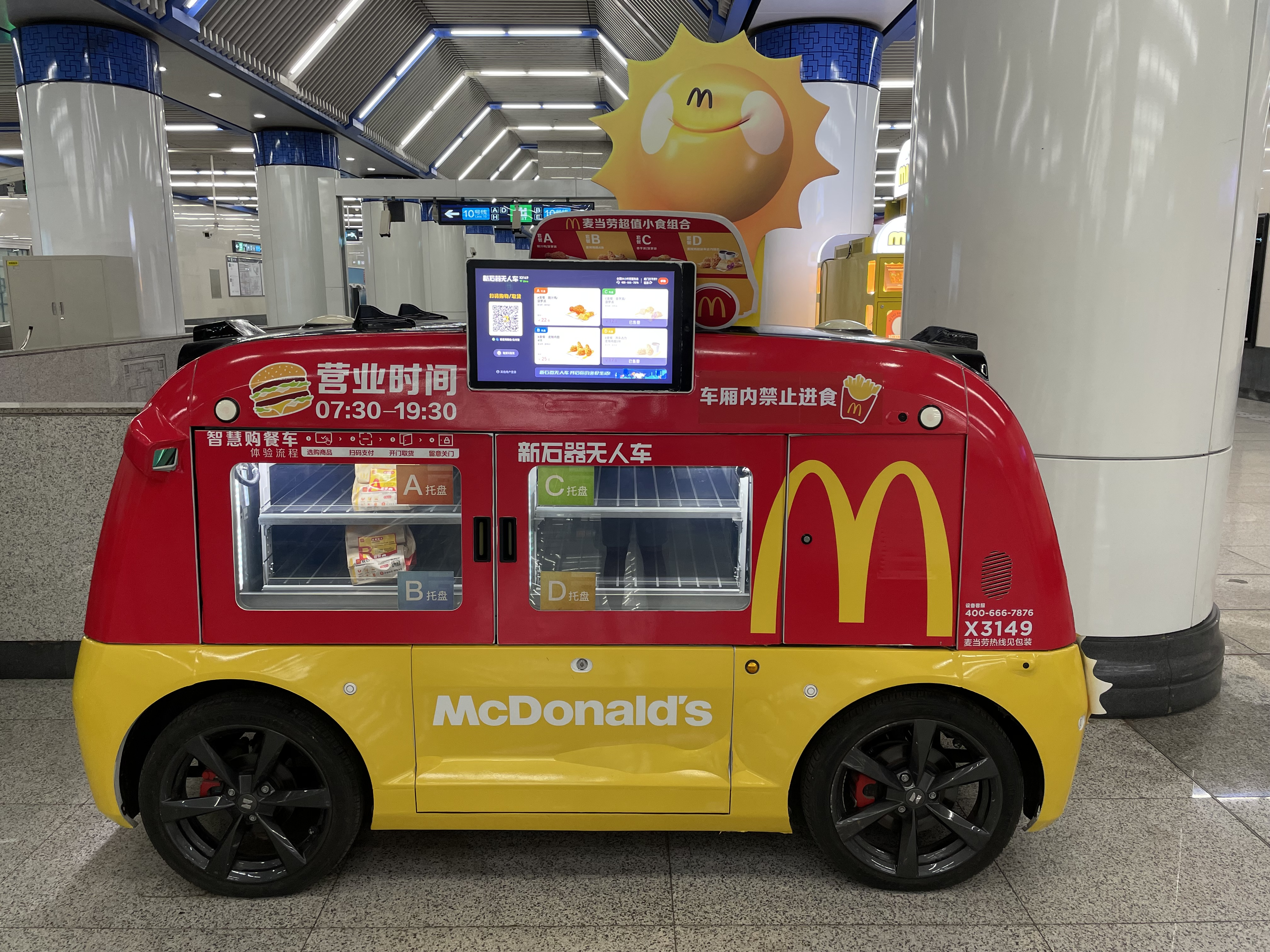
雙井站內的麥當勞無人購餐車

20世纪90年代，环线地铁（2号线）站台曾开设百万庄园汉堡商亭，销售汉堡包、牛奶等食品。2002年5月1日，2号线14个车站在站台上开设物美便利店。
然而2003年起，北京地铁站内的书报摊以及站台上的快餐屋陆续撤出，2004年《北京市城市轨道交通安全运营管理办法》更规定城市轨道交通车站站台、站厅、疏散通道内禁止设置商业摊点，物美也将北京地铁内的便利店撤出，但此后其他城市轨道交通系统的商业设施却不断扩展。2016年，华润万家、全家便利店曾有意在北京地铁车站内开设便利店，但这一计划后来被搁置。
2018年以来的地铁公司乘客满意度及需求调查报告显示，超七成乘客对地铁站内增加便民服务设施、完善便利服务的需求较高，尤其对各种冷热饮品、即食食品以及便当餐食等存在不同程度的需求。2020年12月，“在地铁站点布设130处便民服务设施”被列为北京市2021年31件重要民生实事项目之一，2021年2月1日发布的《北京市2021年办好重要民生实事项目分工方案》则将该项目的完成时限定在2021年12月底前。
2021年7月25日，北京市地铁运营有限公司选取5号线和平里北街、6号线青年路、7号线菜市口站三处车站开展便利店试点，并计划根据试点的效果，以公开招标的方式在更多车站开设便利店。同年12月，北京地铁开始较大规模地开设便利店，部分车站甚至一次性开放2间店铺，但也有部分非便利店类的门店。而部分车站开设的非便利店类门店经营状况并不乐观，不乏撤店者，至于便利店也大多位于车站非付费区的一端，付费区内开设的店铺并不多。
截至2024年2月，北京已有82座地铁车站设置了连锁品牌便利店。

#### 刊物
2007年11月27日，《北京娱乐信报》转型为地铁报，在各车站内免费发放，版面上增加了“D字号”版（现名“出行地铁”版），专门刊登地铁新闻。
2010年1月4日，北京市公安局公交总队下发通知，禁止地铁站内除《北京娱乐信报》外的所有报纸销售，原有的报刊销售点被撤下。此举引发了《新京报》、《京华时报》等媒体的强烈反应。1月21日，地铁公司宣布把《信报》发放点移至站外，事件告一段落。5月12日，北京地铁在5号线、10号线、4号线的19座车站站厅内试点开设报刊发售点，销售60余种报刊，并恢复信报在这些车站内的发放。至此，禁报令正式解除。
2014年后，随着手机逐步取代传统报纸阅读，北京地铁车站内的报纸销售开始大幅度下滑，原车站内的报刊发售点也开始陆续关闭。2018年1月1日，《北京娱乐信报》休刊。自此，刊物发放和销售彻底从北京地铁淡出。

### 车辆基地
1号线设有古城和四惠车辆段；2号线设有太平湖车辆段；3号线设有东坝车辆段（与12号线共用）；4号线设有马家堡车辆段和龙背村停车场；5号线设有太平莊车辆段 及宋家庄停车场（与10号线、亦庄线共用）；6号线设有东小营车辆段、五里桥车辆段和五路停车场（与10号线共用）；7号线设焦化厂车辆段（地下）和张家湾车辆段；8号线设平西府车辆段和瀛海车辆段；9号线设郭公庄车辆段；10号线设有万柳车辆段、五路停车场（与6号线共用）和宋家庄停车场（与5号线、亦庄线共用）；12号线设有东坝车辆段（与3号线共用）；13号线设有回龙观车辆段；14号线设有张仪村停车场和马泉营车辆段（与15号线共用）；15号线设有马泉营车辆段（与14号线共用）和俸伯停车场；16号线设有北安河车辆段和榆树庄车辆段；17号线设有歇甲村车辆段（北段）和次渠南停车场（南段）；19号线设有新宫车辆段；八通线设有土桥车辆段；大兴线设有南兆路车辆段；昌平线设有十三陵景区车辆段和定泗路停车场；房山线设有阎村车辆段；燕房线设有阎村北车辆段（远期还将设置顾册停车场）；亦庄线设有台湖车辆段和宋家庄停车场（与5号线、10号线共用）；首都机场线设有天竺车辆段；西郊线设有巴沟车辆段；S1线设有石门营车辆段；大兴机场线设有磁各庄车辆段和新机场北停车场。

## 营运与服务

### 运营商
1969年8月，北京地铁领导小组会议决定临时运营由地铁工程局负责，9月，北京铁路局地下铁道运营处（北京市地铁总公司的前身）正式成立，但并未实际接管运营，运营仍由地铁工程局管理。在1969年11月地铁一期工程试运营阶段引发大火之后，铁道兵12师接管了北京地铁，并在1970年4月15日成立了铁道兵北京地下铁道运营管理处。1976年2月6日，运营处正式划归北京市交通局，从此结束军方管理，3月31日，北京市地下铁道运营管理处经批准建立，隶属于北京市交通局；同年5月22日更名为“北京市地下铁道管理处”。1981年，北京市取消了公共交通局并成立了北京市公交总公司，4月20日，北京市在地铁运营处的基础上成立了北京市地下铁道公司，归北京市公交总公司领导。1984年5月10日，地铁公司从北京市公交总公司中划分出来，改为市属局级公司，由市政管理委员会领导。2001年，北京市地下铁道总公司实施集团改制，组建“北京市地铁集团有限责任公司”及“北京地铁建设管理有限责任公司”、“北京地铁运营有限责任公司”。北京市政府作为北京地铁集团的出资者，以原地铁总公司及下属企业的国有资产作为出资。集团承担北京市地铁建设的投融资任务。集团投资设立地铁建设公司和地铁运营公司。2年后的2003年，北京市对北京地铁集团再次进行改制。这次改制实行了投资、建设、运营“三分开”体制，原地铁集团更名为“北京市基础设施投资有限公司”（简称京投公司），而原地铁建设公司更名为“北京市轨道交通建设管理有限公司”（简称建管公司），原地铁运营公司更名为“北京市地铁运营有限公司”（简称运营公司）。（在改制后初期，建管公司和运营公司不是投资公司（即京投）的子公司而是北京市国资委直属企业，但后来，运营公司于2011年重新划回至京投集团管辖，建管公司于2020年并入京投集团。）。2003年下半年，北京地铁运营有限责任公司变更为北京市地铁运营有限公司，为市国资委出资设立的国有独资公司。2004年11月2日，京投公司正式将北京地铁1、2号线的运营资产委托给地铁公司运营、管理。2009年6月15日，北京市地铁运营有限公司一、二、三、四分公司成立，四个分公司分管不同线路。
2009年9月28日通车的地铁4号线引入了北京首家公私合营的地铁运营商——北京京港地铁有限公司，为港铁与京投集团的合资企业。2017年5月31日，北京京城地铁有限公司（北京市基础设施投资有限公司与北京市地铁运营有限公司的合资企业）正式收购机场线经营收益权，为期30年，成为机场线的运营商；2018年7月，机场线开通十周年时，京城地铁正式接替北京市地铁运营有限公司四分公司，接管机场线运营。而在2017年12月30日开通的燕房线和西郊线则分别引入了北京市轨道交通运营管理有限公司（北京市轨道交通建设管理有限公司的子公司，前者为京投公司全资子公司）和北京公交有轨电车有限公司，至此，北京地铁共有5家运营商参与地铁的运营。
各运营商分管线路如下所示：
| 运营公司                       | 运营公司                       | 负责运营                                                    | 负责运营（未来发展） |
| ------------------------------ | ------------------------------ | ----------------------------------------------------------- | -------------------- |
| 北京市地铁运营有限公司         | 运营一分公司                   | █ 5号线、 █ 6号线、 █ 7号线、 █ 亦庄线                      | █ 18号线、 █ 28号线  |
| 北京市地铁运营有限公司         | 运营二分公司                   | █ 1号线、 █ 9号线、 █ 11号线、 █ 八通线、 █ 房山线、 █ S1线 | █ 18号线、 █ 28号线  |
| 北京市地铁运营有限公司         | 运营三分公司                   | █ 2号线、 █ 8号线、 █ 10号线、 █ 13号线                     | █ 18号线、 █ 28号线  |
| 北京市地铁运营有限公司         | 运营四分公司                   | █ 3号线、 █ 12号线、 █ 15号线、 █ 昌平线                    | █ 18号线、 █ 28号线  |
| 北京京港地铁有限公司           | 北京京港地铁有限公司           | █ 4号线、 █ 14号线、 █ 16号线、 █ 17号线、 █ 大兴线         | █ 城市副中心M101线   |
| 北京市轨道交通运营管理有限公司 | 北京市轨道交通运营管理有限公司 | █ 19号线、 █ 燕房线、 █ 大兴机场线                          | █ 22号线             |
| 北京公交有轨电车有限公司       | 北京公交有轨电车有限公司       | █ 西郊线、 █ 亦庄T1线                                       | 暂无                 |
| 北京京城地铁有限公司           | 北京京城地铁有限公司           | █ 首都机场线                                                | 暂无                 |

### 广播
北京地铁各条运营线路均采用普通话和英语作为播报乘客信息提示的语言。但由于运营商及历史时期不同，各条线路采用的广播格式及播音员也各不相同。
在1984年以前，北京地铁各线路主要通过人工对讲的形式广播。
1984年至2008年，各条运营线路的广播录音常由中央人民广播电台或中国国际广播电台的播音员参与录制，除播报前方到站外，还会播报首末车时间等信息。由于北京地铁早期曾由北京铁路局管理，各条线路的广播格式也因此与北京铁路局担当的旅客列车较为相似，播报前方到站所用的广播词包括“列车前方到站是XXX站 ”“列车运行前方是XX站”等，一直沿用至2020年底才逐渐分批次替换。
2008年8月，为迎接北京奥运，北京地铁运营公司将当时通车的所有线路（首都机场线除外）的车内播音全部重新录制，以黄华担任普通话播音的播音员，英语播音则由一佚名外籍人士录制。但站厅、站台等区域的广播提示并未同步重新录制，部分广播录音还存在仅有普通话语音的情况。
2009年9月通车运营的4号线引入了京港地铁作为运营商，作为港铁控股公司，4号线采用了与港铁相同的播音员王欣（普通话）和陈茹茵（英语）。京港地铁公司在制作广播录音时，决定在港铁采用的播报格式上针对北京的实际情况做出部分修改，删去了港铁关门时“请勿靠近车门”的语音提示，并在到站开门时由港铁的“叮咚”提示音变为播报中英双语站名。此后通车投入运营的大兴线、14号线、16号线、17号线也使用了与4号线相同的播音员及播音格式。
2010年12月末，房山线、昌平线、15号线及亦庄线通车，并由北京地铁运营公司负责运营，但这四条线路并未继续沿用黄华提供的播音录音。随后由于既有线路添加换乘、运营区段延长等原因，已投入运营的线路亦陆续采用其他播音提供商提供的语音录音，而黄华和一名外籍人士于2008年录音的报站最终于2019年底因八通线东延而在北京地铁停用。至2019年，北京地铁运营公司已将广播录音的录制工作外包给数家播音提供商，如如深圳九洲、广东百灵鸟等。其中，深圳九洲亦是北京公交有轨电车有限公司采用的播音提供商，并应用在西郊线和亦庄T1线两条有轨电车线路上。
2017年末通车运营的燕房线引入了北京轨道运营作为运营商。燕房线采用的播音员为“金老师”，播音格式则几乎完全沿用了京港地铁采用的播音格式及语法，仅在列车即将到达车站前添加了预到站广播（即将到达：XXX），并在播放每一条语音之前添加了提示音。随后2019年9月通车的大兴机场线也采用了与燕房线相同的播报格式，但英语播音的播音员更换为了中国国际广播电台的主持人钟秋。而2021年底通车的19号线采用的中英双语播音均由钟秋录制，播报格式则在原有格式的基础上参照北京地铁运营公司新版播音录音的格式，对部分词句做出调整。
2019年，北京地铁运营一分公司开始在其管理的6号线试行缩减播音词长度的车内广播，以解决乘客反映的播音冗长、宣教用语较多的问题。但调整后的播音仅为原录音的剪辑，用语格式依然繁琐。同时，英语部分广播站名为中文部分剪辑拼接而成，从而导致部分拥有专有英语站名的车站广播不正确。而从2019年年底起，部分线路更换的播音录音还使用了节奏过慢并且缺乏感情的声线。
2020年7月，北京地铁运营公司在其官方微信订阅号上刊载投票，希望征求乘客关于车厢广播语音的意见建议。黄华录制的普通话播音以及钟秋的英语播音获得乘客高票支持。2020年12月31日，随着房山线北延段的通车试运营，重新录制的播音录音在房山线、9号线、6号线车厢上试采用。新版播音录音仅保留了礼让座位的宣教用语，将播报前方到站的用语由“列车运行前方是XXX站”变更为“下一站：XXX”（3号线和12号线的广播为“下一站是：XXX站”），以及将“XXX站到了”变更为“列车即将到达XXX站”（5号线除外）。在不断调整和优化播报格式后，2021年11月27日，随着15号线的播音录音灌装工作完成，北京地铁运营公司负责运营的15条线路全部采用了新版播音录音。截至2021年12月底，多数线路完成站台及站厅等区域的播音录音灌制，所有线路的列车完成内部的广播系统灌制工作。此外，由于5号线列车的车载广播系统与车门联动，无法实现减速报站，故5号线目前采用的到站广播格式与其他线路有所区别。与此同时，北京地铁运营公司还一并规范了各条线路站厅、站台等区域的语音广播，并将所有普通话语句添加了英语翻译。

### 票价

##### 单程车票
1971年1月15日，随着北京地铁一期工程投入试运营，北京地铁正式由参观券制度变更为售票制，票价为0.1元，售出后当日一次有效。
1987年至2007年，北京使用换乘车票制度：
- 1987年12月19日，随着北京地铁环线（即今2号线）建成通车，北京地铁正式实行换乘车票制度。单独乘坐一线或环线时，单程票价0.2元，换乘则为0.3元。
- 1991年1月1日起，北京地铁一线及环线改为通票，两线间换乘不再二次付费，票价则提高至0.5元。
- 1996年1月1日，票价提高至2元。
- 1999年12月10日，票价提高至3元。
- 2003年12月27日八通线开通运营之后，1号线、2号线作为市中心线路，维持票价为3元的通票；13号线及八通线的票价则分别定为3元及2元。同时，各站开始售卖13号线及八通线换乘车票，其中13号线换乘车票售价5元，可乘坐1号线、2号线、13号线，并在1号线/2号线与13号线之间换乘一次；八通线换乘车票售价4元，可乘坐1号线、2号线、八通线，并在1号线/2号线与八通线之间换乘一次。

2007年10月7日，5号线开通起，北京地铁开始实施单一票制2元/人次，无时限、路程、换乘次数等限制，可以随意换乘除机场线外的任何线路。此外，北京地铁并无针对老年人或学生的优惠或免票政策。2元通票在2007年施行时即是中国最低的地铁票价。低廉的票价引来了大量的客流，导致地铁异常拥挤，同时财政补贴压力很大，2012年北京市财政为轨道交通支出的补贴达到36.9亿元。
2014年12月28日起，由于财政补贴和地铁客流压力等原因，北京地铁开始采用按里程计价的票制。起步价为3元，可乘坐6公里；6公里至12公里（含）4元；12公里至22公里（含）5元；22公里至32公里（含）6元；32公里以上部分，每增加1元可乘坐20公里。同时，通勤乘客予以优惠：使用公交卡、乘车二维码乘坐轨道交通，每自然月内每个账户支出累计满100元以后的乘次，价格给予8折优惠；满150元以后的乘次，价格给予5折优惠；支出累计达到400元以后的乘次，不再享受打折优惠。根据调价前客流统计，调价并实施优惠后的平均票价为4.3元。
| 票价表（单程票）     | 票价表（单程票） | 使用公交卡、乘车二维码优惠票价 | 使用公交卡、乘车二维码优惠票价 |
| -------------------- | ---------------- | ------------------------------ | ------------------------------ |
| 票价（人民币，下同） | 乘车距离（公里） | 每月消费金额（优惠前）         | 每月消费金额（优惠后）         |
| ¥3                   | 0-6              | ¥50                            | ¥50                            |
| ¥4                   | 6-12             | ¥100                           | ¥100                           |
| ¥5                   | 12-22            | ¥150                           | ¥140                           |
| ¥6                   | 22-32            | ¥200                           | ¥165                           |
| ¥7                   | 32-52            | ¥300                           | ¥215                           |
| ¥8                   | 52-72            | ¥400                           | ¥265                           |
| ¥9                   | 72-92            | ¥500                           | ¥365                           |
| ¥10                  | 92-112           | ¥600                           | ¥465                           |

按照现时的路网两点间最长距离103公里（燕山至俸伯）测算，北京地铁全线路网的最高票价为10元，调价后的票价与上海基本持平，低于广州、深圳。
西郊线、亦庄T1线票价最低3元，全程票价4元，不与其他线路联合计费。首都机场线执行单一票价25元，且它的单程车票与其他线路互不通用，换乘其他线路需要另行购买车票。大兴机场线也采用单独的计价方式，且单程车票同样与其他线路互不通用。

##### 地铁定期票
- 纸质月票，2001年以前，地铁公司发行纸质月票以供通勤使用。月票分为地铁专用月票和地铁公交联合月票。地铁专用月票价格为每月50元，联合月票价格为每月80元。2001年起北京地铁公司冻结新月票的发行，导致地铁月票的黑市价格上涨。
- IC卡月票，纸质月票停止发行后，地铁公司发行新的IC卡月票。月票同样分为地铁专用月票和公交地铁联合月票，涨价10元且规定乘车次数。每月乘车次数在限制次数以内使用月票区功能，无需其他费用，每月限乘次数140次，超过次数后需启用储值区功能。月票卡在2007年随5号线开通新票价实行而取消。[參⁠ 288]
- 电子定期票，是北京地铁于2019年1月20日起试行的定期电子车票，借助于北京地铁“亿通行APP”平台，可无限次乘坐北京地铁除机场线外所有线路。[參⁠ 289]2019年9月26日，大兴机场线开通，“亿通行APP”平台开始面向通勤乘客售卖大兴机场线区间定期电子计次票（仅限当月有效，购买时需录入面部识别信息）。[參⁠ 290]

| 电子定期票票价表 | 电子定期票票价表 |
| ---------------- | ---------------- |
| 使用时长         | 票价             |
| 一日             | ¥20              |
| 两日             | ¥30              |
| 三日             | ¥40              |
| 五日             | ¥70              |
| 七日             | ¥90              |

| 大兴机场线区间定期电子计次票票价表 | 大兴机场线区间定期电子计次票票价表 | 大兴机场线区间定期电子计次票票价表 | 大兴机场线区间定期电子计次票票价表 |
| ---------------------------------- | ---------------------------------- | ---------------------------------- | ---------------------------------- |
| 使用区间                           | 20次票                             | 30次票                             | 45次票                             |
| 草桥～大兴新城                     | ¥180                               | -                                  | ¥360                               |
| 草桥～大兴机场                     | ¥385                               | ¥470                               | ¥550                               |

#### 免费乘车
以下乘客可以免费乘坐北京地铁：
- 现役义务兵凭《中国人民解放军义务兵证》，武警义务兵凭《中国人民武装警察部队义务兵证》。
- 残疾军人和残疾消防救援人员凭《中华人民共和国残疾军人证》。
- 伤残人民警察凭《伤残人民警察证》。
- 现役消防员凭《国家综合性消防救援队伍消防员证》。
- 盲人凭《中华人民共和国残疾人证》或凭背面为红色的北京市《残疾人服务一卡通》，且可向1名陪同人员发放福利票（机场线除外）。
- 京籍残疾军人、京籍伤残人民警察、京籍军队离休干部、京籍见义勇为人员凭《北京通-民政一卡通优待卡》可以免费乘坐北京地铁（机场线除外）。
- 离休干部凭《中华人民共和国老干部离休荣誉证》和《中国人民解放军离休干部荣誉证》（机场线除外）。
- 一名大人可以带一名身高不满1.3米儿童，该儿童免费；带领两名以上身高不满1.3米的儿童，一名儿童免票。

### 车票媒介

#### 单程车票

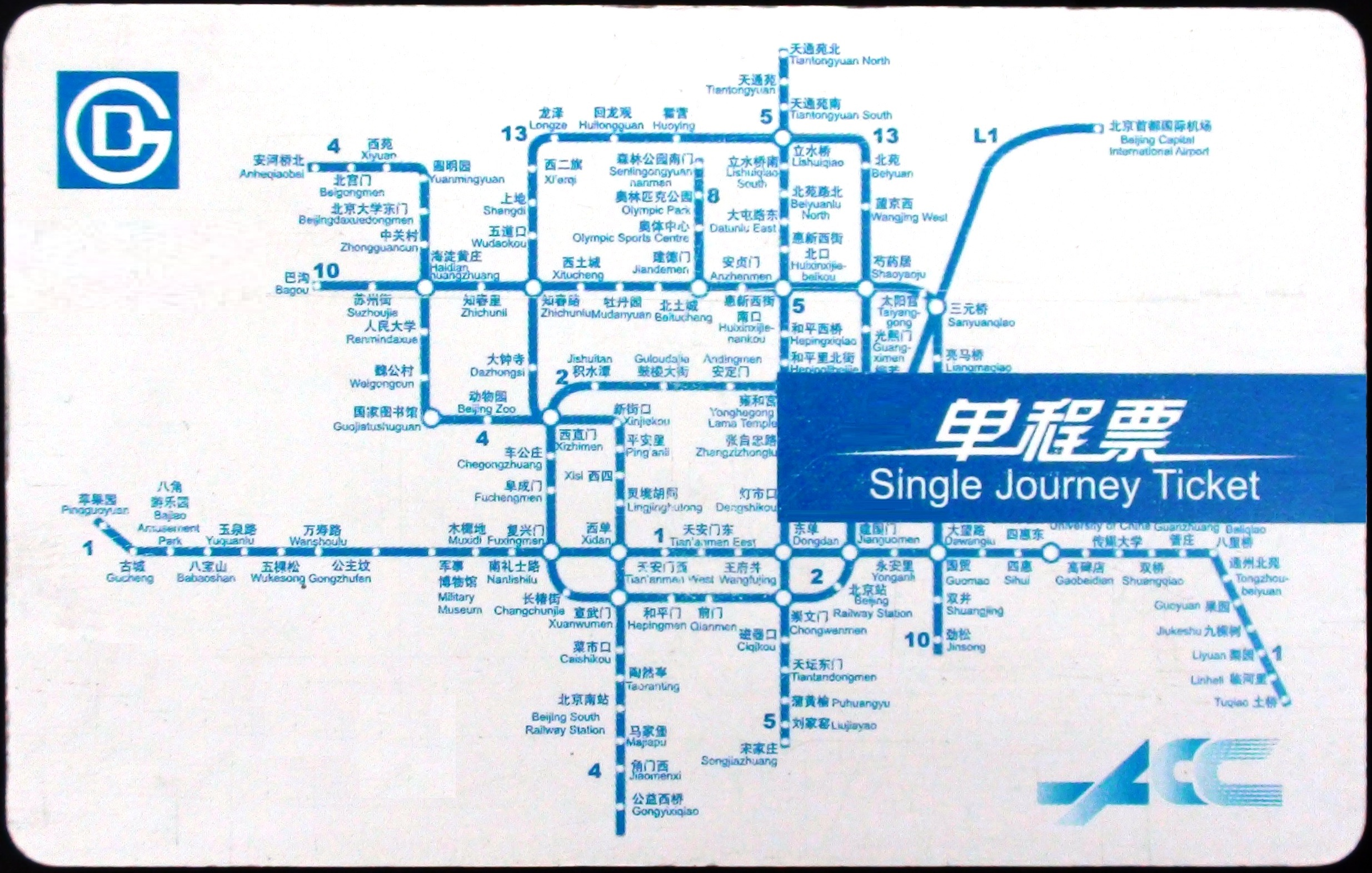
2011年的IC卡单程车票

1971年1月15日，北京地铁正式启用单程纸质车票。
1987年至2007年10月，北京地铁实行单程换乘车票，每张单程车票上设有票面区及副券区，票面颜色为车票发售站所在线路的代表色。进入对应线路的站台前，须由工作人员撕去对应线路的副券，方可乘车。此外，13号线还曾短暂采用磁介质纸质车票。
2007年10月7日至2008年6月8日，北京地铁采用2元面额的纸质通票。纸质通票保留了副券区，车票主体分别以粉色、黄色、浅蓝色及淡紫色为底色，分别对应1号线/八通线、13号线、2号线及5号线，相较之前的换乘车票印刷更为精美，纸质也更好。
2008年6月9日起，北京地铁停用纸质车票，同时启用新型AFC检票售票系统。乘客可通过自动售票机购票，采用拍卡入闸、插卡出闸方式，出站时车票回收，回收的车票可在车站售票处重新发售。票价仍为全路网实行的单一票价2元。至此，有着38年历史的地铁纸质票退出舞台，结束它的历史使命。值得注意的是，地铁AFC系统将记录乘客进站和出站，一般认为这是北京地铁将实施分段计价的序幕，但北京地铁实际上是在6年半之后的2014年12月28日才正式实施分段计价。
2019年8月10日以前，北京地铁窗口及自动售票机购票、充值、补票等业务仅支持现金交易；2019年8月10日，北京地铁在55座车站启动非现金支付试点，乘客可以使用支付宝或微信购票、充值、补票；2019年8月31日，全路网开通了微信、支付宝支付服务，之后又增加了对云闪付APP支付的支持。
2024年6月起，北京地铁全部人工售票窗口及部分自动售票机增加银联闪付读卡器，支持带闪付功能的银联卡通过非接觸式支付刷卡购票。同月，北京轨道交通正式开通境外银行卡购票业务，全部车站人工窗口配备了支付終端，可使用不带银联标识的境外发行的Visa、万事达、美國運通、大來國際、发现卡、JCB等卡组织实体卡片刷卡购票。

#### 交通卡

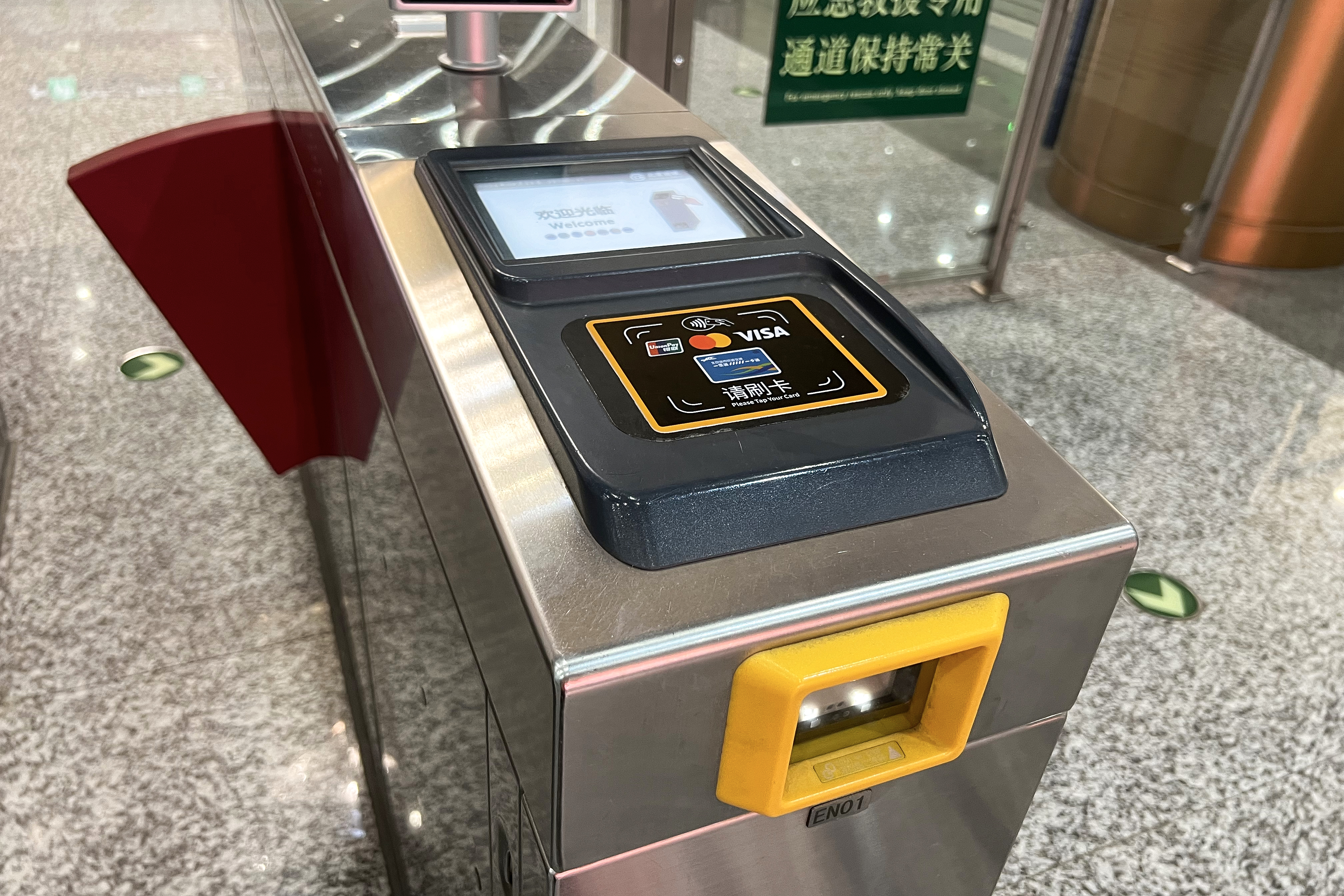
16号线马连洼站进站闸机刷卡区与二维码扫描器，刷卡区于2024年9月13日起加注万事达卡、维萨卡的标识

##### 北京市政交通一卡通
北京市政交通一卡通是一种非接触式IC卡，持卡可以乘坐所有地铁线路和公交线路。
持卡乘坐地铁的计价方式与现金购票相同，出闸时扣掉相应票款。
北京市政交通一卡通另发行交通联合卡，除增添了卡内余额不足3元（2019年9月16日前为不足10元）无法入闸乘车这一限则之外，其余使用方法和计价方式与北京市政交通一卡通相同。

##### 其他城市交通联合卡
加入全国交通一卡通互联互通计划并通过北京相关测试的外地交通卡也可在北京地铁使用。

#### 银行卡过闸及自助购票
2020年11月29日起，北京地铁开始支持银联标准的IC卡（含手机虚拟卡，含境外发行的银联卡）闪付刷卡进出站。
2024年9月13日起，境外发行的万事达卡、维萨卡可在北京地铁使用，乘客可使用该卡过闸及在自动售票机自助购票。后续将推出JCB卡的刷卡过闸服务。2024年12月起，境内发行的全新“中国万事达”银行卡可在北京地铁使用，乘客可使用Mastercard Contactless刷卡过闸及在自动售票机自助购票。

#### 乘车二维码
亿通行为北京地铁官方的单程票互联网票务客户端，乘客在亿通行注册账号后，可以使用二维码刷闸功能乘坐所有地铁线（包括单独计费的首都机场线、大兴机场线、西郊线、亦庄T1线）及市郊铁路（副中心线、怀密线、通密线；需要录入面部识别信息）；乘客也可以通过客户端在线购买除西郊线及市郊铁路以外线路的单程车票，到达选定出发车站后，通过在网络取票机扫描手机上的二维码来获取一张单程票卡。乘坐由大兴机场起降的航班的乘客亦可以在购买机票时选择大兴机场线空轨联运产品，以单程票8折的价格购买大兴机场线草桥站至大兴机场站区间的车票，一些航空公司亦会随机向旅客随赠送大兴机场线空轨联运票。乘客获取空轨联运票后会收到航空公司短信，使用时只需打开短信中的二维码图片链接即可刷码过闸。此外，乘客还可在北京地铁、北京公交、北京一卡通、“北京轨道交通96123”、支付宝、云闪付、呼和浩特地铁“青城地铁”、上海地铁“Metro大都会”、天津地铁、广州地铁等手机应用程序使用北京地铁乘车码。同时，亿通行平台上也售有一日，二日，三日，五日，七日通票。云闪付平台亦时有“U惠车票”等优惠活动。
用户在注册易通行APP时需要填写姓名与身份证号。有乘客擔心個人私隱外泄。相关负责人回應稱「由于日后实行的刷二维码进出站将与个人信用体系挂钩，相关部门要求对乘客信息进行实名认证，也一定会确保乘客信息的安全存放不外泄」。
2017年8月20日，北京轨道交通单程票互联网票务服务平台正式上线，起初用的名字是易通行。于2019年4月29日，更名为亿通行。
2019年12月31日，亿通行、北京公交、北京一卡通APP启动公测招募，各招募两万名用户进行二维码互通公测，参与测试的用户可以在对应APP中同时生成公交码及地铁码用于乘坐地面公交和轨道交通。2020年5月16日，二维码互通正式上线并面向所有用户开放，用户可选择任意一APP进行扫码乘车。2020年8月20日，北京地铁系统增加了对云闪付内生成的轨道交通二维码乘车的支持。
2020年6月5日，北京地铁亿通行与呼和浩特地铁达成协议，两地用户可在对方城市的地铁App中生成乘车码。此后，北京地铁亦分别与上海地铁、天津地铁和广州地铁达成类似协议。
2020年8月30日起，北京地铁可使用中国银联手机app“云闪付”扫码乘车。截至2020年12月2日，北京地铁已全线支持云闪付扫码或无感乘车过闸。
2021年6月28日，亿通行新增NFC功能“亿通行Pay·秒通卡”。
2023年7月12日起，北京地铁可使用国铁“铁路12306APP”扫码乘车，使用前需按照APP内提示开通“铁路e卡通﹣北京地铁”乘车码功能。

### 車票實名制
北京地鐵自2022年防疫時期開始實行車票實名制。自2022年5月17日起，部分公交綫路和地鐵車站開始查驗北京健康宝，確認其持有近期核酸檢測證明，方可乘車；乘客可以將北京健康宝實名信息與北京市政交通一卡通及其乘車碼绑定，進站閘機自動調取核酸數據，確認乘車資格。經過系統試驗，至6月9日，地鐵全網閘機均啓用「健康寶」自動核驗功能，只有完成綁定的乘客才可以入閘乘車；乘客如持未綁定「健康寶」的票卡，需經人工通道方可進站。乘客如要購買單程票乘車，也需在購票機上識讀身份證件或「健康寶」信息。。
後中國政府宣告「防疫轉段」、於2023年1月結束「乙类甲管」，「北京健康寶」系統也改組為「京通」，結束防疫職責，但北京地鐵實名制購票的制度并未取消。相关部门答問說，“为了在市民乘坐轨道交通时提供优良服务，提升安全防护能力，乘客在轨道交通车站购买单程票时，需提供个人身份信息”，但沒有解释“安全防护”的具体内容。有乘客反映站内自助购票机买票手动输入姓名和身份证号非常困難，攜帶行李時更加不方便，因为仅有一些机场、火车站、换乘点等大站的购票机具备身份证读写录入功能。也有乘客反应，如需使用护照或港澳台居民来往内地通行证购票只能到人工窗口办理，较为不便。还有乘客担心实名制购票时，输入姓名和身份证号有个人信息泄露的风险，自助购票机屏幕反应不灵敏，还会导致客流高峰期间进站乘车困难，耽误出行时间。
至2023年春，部分與鐵路樞紐或旅游景點接駁、客流較大的站點，獲准向上級申請，在特定時段免於實施單程票實名購票。在這些車站的自助设备购票、充值，不再需要輸入實名信息；在大多數其他車站，在自助機購買單程票仍需填寫實名信息，無身份證者需前往人工櫃檯。有北京地鐵的工作人员表示，地铁站可以视情况主动申请取消实名制，取消實名制可以「降低工作人员工作量」。北京地鐵方面答問說，實名制購票在各站實施與否，是根據各車站各時段的現場客流量「動態調整」，不設固定名單。自助購票機現設「自動讀取身份證信息」「京通小程序掃碼授權身份信息」「手動錄入身份證信息」三種選項；其時如果選擇手動輸入，機器僅對身份證號的格式作校驗，并不核驗乘客所輸入姓名與身份證號的真實性，姓名欄只需輸入「111」等字符即可通過。此外，持有异地交通联合卡或銀聯卡的旅客現在可直接刷卡进站乘车，无需額外绑定实名信息。地铁所有的人工售票窗口办卡及充值，都不需要实名认证。
2024年3月20日，中共北京市委機關報《北京日報》刊出報道，指出實名制購票僅在部分車站和時段執行，并可以輕易繞過，缺乏實際效果，并批評該制度給游客帶來不便。報道刊出後，北京地鐵3月23日起全面收緊實名制購票：在自助購票機上「手動錄入身份證信息」時，將聯網核驗姓名與身份證號是否正確對應；所有車站都開始實施實名購票，游客較多的站點不再有豁免權利；向客服中心人工購買單程票時也必須提供身份證信息。

### 安全

#### 安全检查

北京地铁的安全检查

为了维护奥运会和残奥会的安全，北京地铁于2008年6月29日启动了安全检查。一些乘客需要接受金属探测器的探测，乘客的行李必须接受X光机的检查，还有警犬参与检查。在奥运结束之后，安检的措施被保留下来。

#### 封站措施
在人流拥挤时，地铁会进行封站。如2008年奥运火炬传递时的天安门西站、天安门东站、前门站，而在五一、十一长假期间，天安门前门地区人流压力大时，也会封闭前门站，有时还会额外封闭天安门东、天安门西两站。由于农历正月初一去雍和宫祈福的人很多，会对雍和宫站封站。此外，北京站、郝家府站因施工原因也曾经封站，木樨地站在每年6月4日附近也会封闭A1、A2出入口。
另外，奥运期间，8号线的奥体中心站一直封闭，到2008年10月10日后才首次对外开放。此后，每当"鸟巢"举行大型活动，奥体中心站也会临时封闭，且8号线可能延长运营时间30分钟。
2020年起，受到2019冠狀病毒病疫情影響，當某段線路處於封控區域中時，該區域內全部車站均會封站。2022年5月，由於北京疫情加重，北京地鐵首次實施大規模封站措施，部分換乘車站則關閉出入口但准許換乘，同時一部分線路則全線停運，此次大規模封站於同年6月解除。

#### 突发事件预防措施
在韩国发生多次严重的地铁事故（如2003年2月的大邱地铁纵火案）之后，北京地铁改进了紧急安全疏散标志、疏散导流障碍警示标志和消防器材标志等设备以应对突发事件。

#### 屏蔽门和半高式屏蔽门

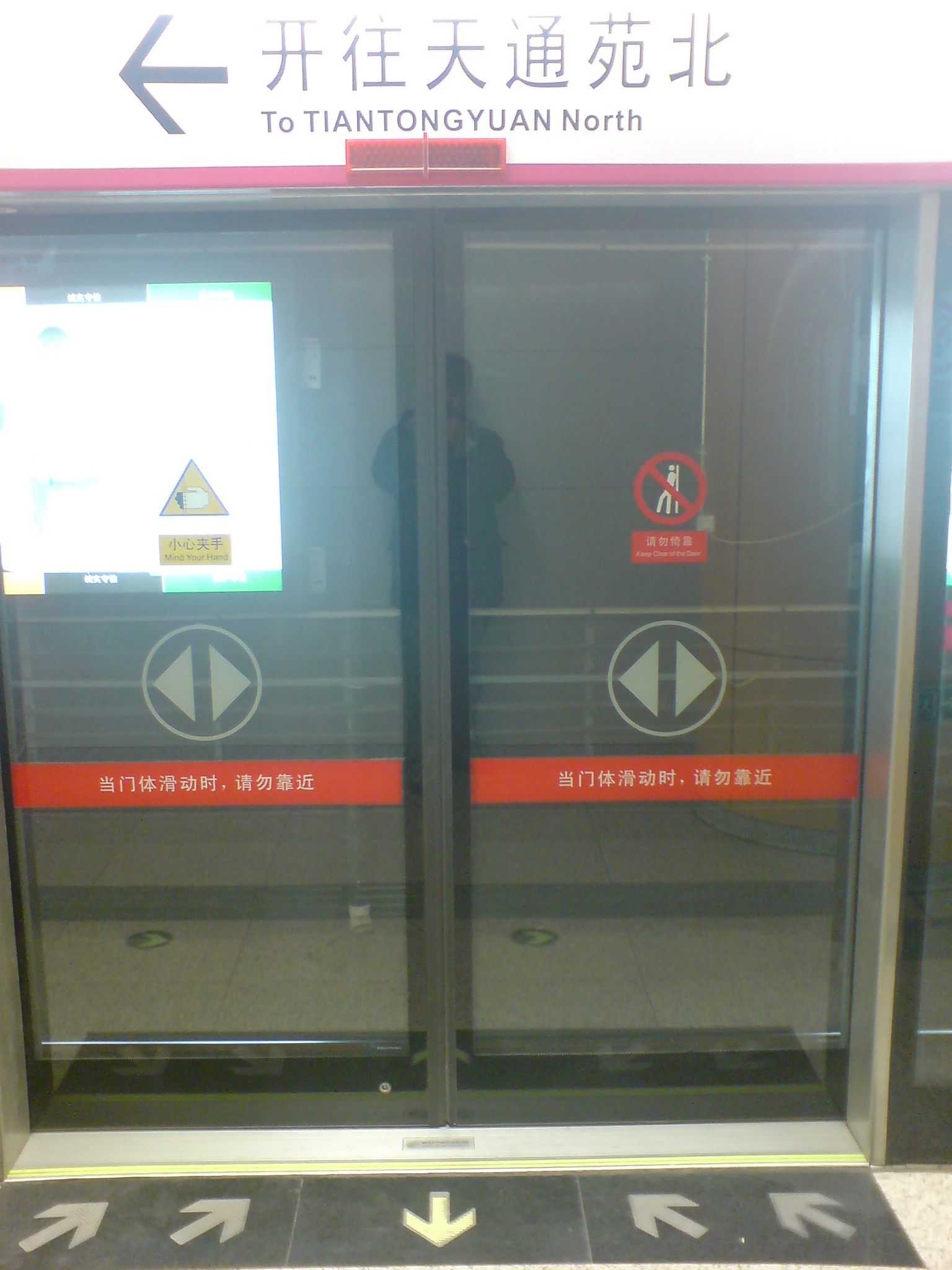
5号线的屏蔽门

为保证乘客的人身安全，从5号线开始，新建的北京地铁线路设置了屏蔽门或半高式屏蔽门，将乘客与地铁隧道隔开。1号线和2号线由于早期没有屏蔽门，经常发生乘客跳下站台和卧轨的事件。为了乘客的安全，未安装屏蔽门的1号线、2号线、13号线和八通线一期开始加装屏蔽门，由于老线站台承载力有限，所有车站均加装半高屏蔽门。13号线和八通线一期的屏蔽门加装工程于2012年8月开始，加装工程2013年年底完成，但由于需要调试，直至2015年6月才投入全天运行。而1、2号线的加装工程2016年4月开工，其中2号线的加装工程于2017年8月20日完成，1号线的加装工程于2017年9月10日完成，但苹果园站因涉及枢纽改造工程暂不投入使用。随着苹果园站于2020年4月18日关闭改造，以及该站6号线和S1线（均预装安全门）于2021年12月31日启用，北京地铁所有运营的线路全部加装了安全门。

#### 限流措施
由于客流量逐步增大，北京地铁部分车站采取临时限流措施，根据2018年1月北京地铁公布的常态化限流车站情况，北京地铁运营公司常态化限流车站达到73座，京港地铁常态化限流车站数量为23座。北京地铁路网常态化限流车站达96座。城市核心区重点车站早晚高峰均有限流，郊区线路或者末端地铁站大多在早高峰时段限流。

#### 自动体外心脏除颤器

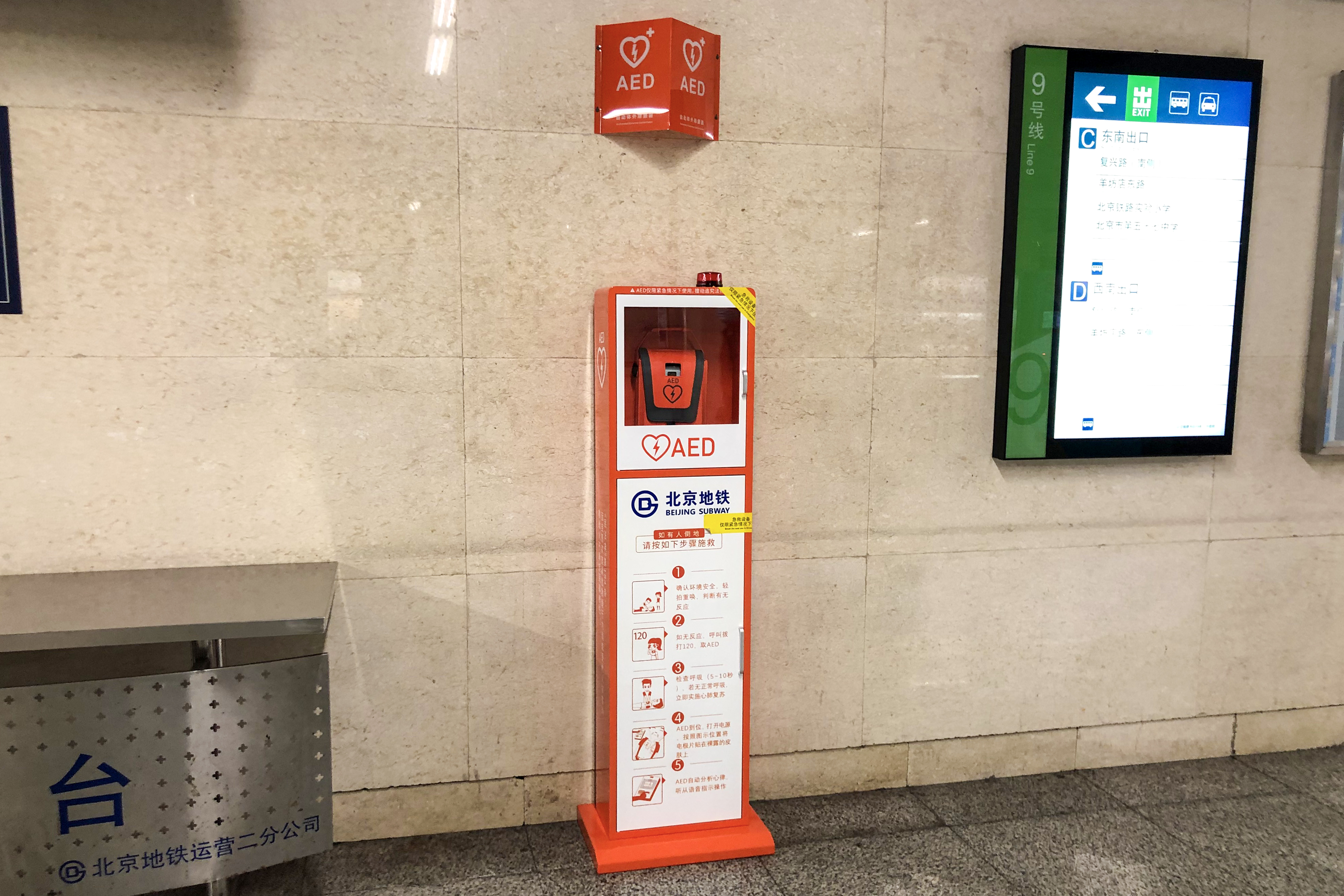
9号线军事博物馆站南站厅内的AED

北京地铁曾发生过多起乘客因心脏疾病而死于心脏性猝死的事件，社会曾广泛呼吁地铁公司在车站内部署自动体外心脏除颤器以及时救助心脏病发者，但地铁方面对于各类呼吁及捐助回应消极。2020年9月25日，北京地铁13号线霍营站发生乘客猝死事件，再次引发对北京地铁不配备AED的质疑。2020年10月27日，北京市启动轨道交通车站配置自动体外除颤仪工作，其中京港地铁所辖78座车站已于2021年5月27日全部完成AED配置工作，各车站督导及以上人员也已100%完成急救专业机构培训并取得资格证，北京轨道运营也早在2020年12月实现下辖车站AED全覆盖。北京市原计划于2022年底实现所有轨道交通车站AED设备全覆盖，但截至2021年10月3日，北京地铁运营有限公司已在其所辖318座车站全部安装AED，并计划于2021年末实现车站全员具备AED使用资质。

## 运营时间

### 首末班车时间
各线首班车多在5:00至6:00间开出，末班车则于22:30至23:30间开出。因此，部分车站的运营时间可以到达0:00以后。特别地，由于受车辆段设置影响，13号线、15号线和昌平线的末班车均只行驶半程，13号线从西直门到霍营，从东直门开往回龙观；15号线从俸伯开往马泉营；昌平线从昌平西山口开往朱辛庄。
在遇到一些大型活动时，地铁会延长运营时间，尤其是在奥运开闭幕式的2008年8月8日至9日及8月24日至25日，北京地铁除机场线（现首都机场线）以外全线通宵连续运营，以方便观众离开会场。

### 列车时刻表及运行图

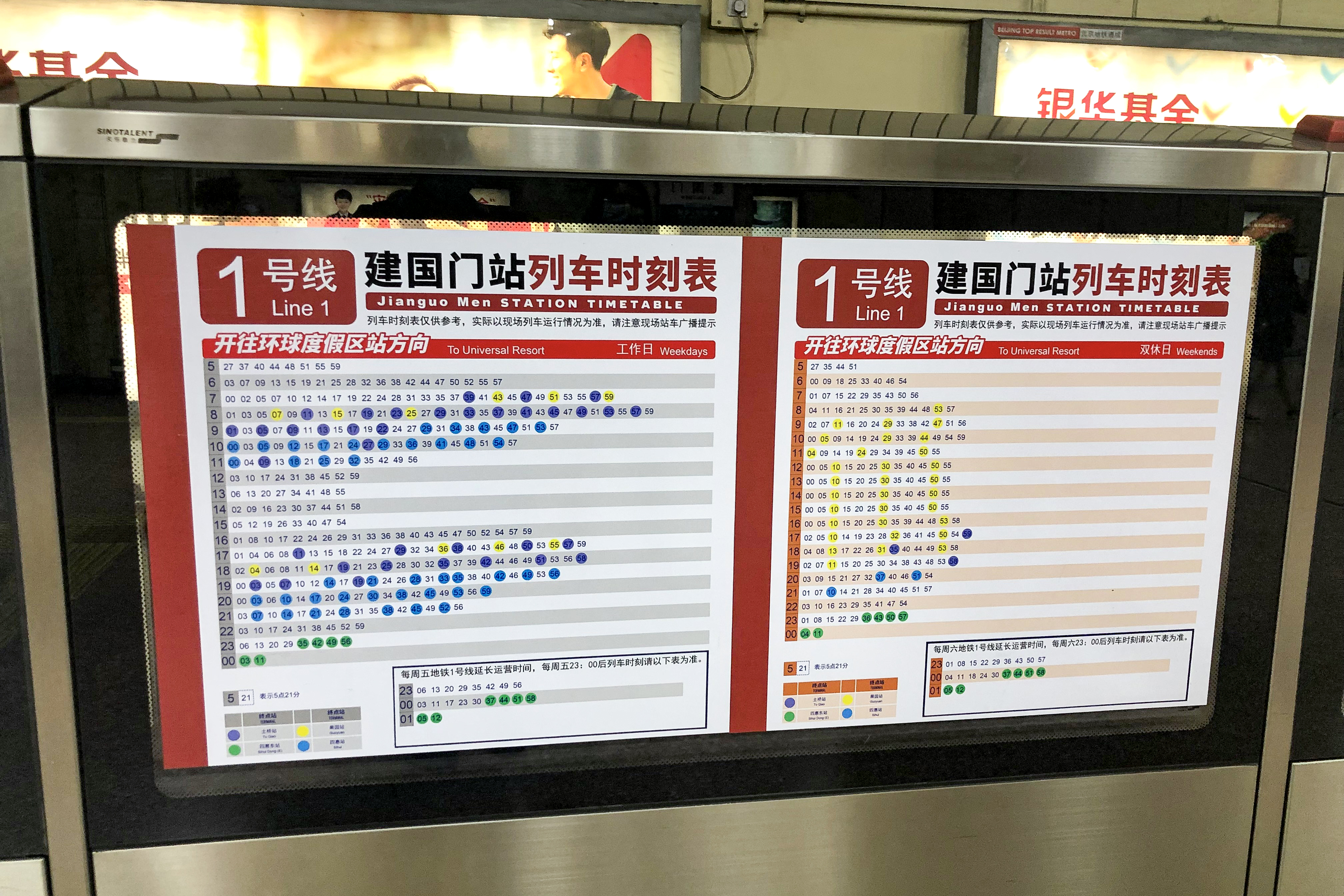
1号线建国门站张贴的时刻表，用不同底色表示各种交路

由于列车宽度、站台长度及车辆编组的限制，北京地铁提高运能的主要方法是缩小运营间隔。在各线路工作日早高峰的运营间隔中，1号线、2号线、4号线间隔为2分钟，这三条线路的间隔均已达到极限。在此基础上，4号线还在早高峰通过加开临客的方式使由南向北方向的最小发车间隔达到1分43秒，为中国内地地铁最短间隔。5号线最小间隔为2分15秒，10号线区间（宋家庄－三元桥－车道沟）最小间隔为2分15秒。各线路将采取扩建车辆段、增购列车、改造信号系统和供电系统等手段缩短间隔。
2020年3月31日起，北京地铁公司所辖线路逐步启用超常超强列车运行图，开行多交路套跑、开行大站快车（中途几站不停车）、压缩站停时间及进一步缩短列车间隔，以应对逐渐增长的客流、降低列车拥挤情况。此次调整主要是因为疫情防控所需，同时交通部要求，公共交通工具满载率不得超过50%。为让乘客熟悉新的列车运行方式，北京地铁在所辖线路的各个站台上粘贴了列车时刻表，使用不同色块、符号区分标注了大站快车和小交路车次，乘客亦可在北京地铁APP以及北京地铁官网 进行查询。地铁官方表示，此运行图会视实施情况在疫情后得到部分保留，并会在列车运行图变化时更新时刻表。2022年，京港地铁开始通过微信公众号公示其下辖线路各站的时刻表，此后也有部分车站开始张贴纸质时刻表。

## 注解
1. ↑  四个词组的汉语拼音分别如下，北京高速电车：；北京地铁公司：；北京地下轨道：；北京地下公共交通：。
2. ↑  北京大兴国际机场位于北京市大兴区和河北省廊坊市广阳区的交界，但包括大兴机场站在内的北航站楼几乎全部位于廊坊市广阳区九州镇境内[參⁠ 3]。
3. 1 2 3  换乘站重复计算。如果不重复计算换乘站，则为413座车站。
4. 1 2 3 4 5 6 7 8  以下车站暂缓开通或封闭改造，未计入车站数：1号线的苹果园站及八角遊樂園站、6号线的通运门站、8号线的大红门站、14号线的陶然桥站、红庙站及高家园站、17号线北段的望京西站。
5. ↑  关于北京地铁是否为全球运营里程最长的地铁系统，目前尚存争议。北京日报等官方媒体表示北京地铁的运营里程居全国第一，然而北京地铁的运营里程收录标准与其他城市的地铁系统里程收录标准亦有差别；按照交通运输部的收录标准，北京地铁的运营里程依旧居全国第一[1]。有部分论者认为上海地铁如果计入上海机场联络线那么其里程应为897km，高于北京地铁的里程，应为真正最长里程的地铁系统。
6. 1 2  严格来说，16号线的运营公司是北京京港地铁有限公司的全资子公司“北京京港十六号线地铁有限公司”。
7. 1 2  与16号线类似，17号线的运营公司为北京京港地铁有限公司的全资子公司“北京京港十七号线地铁有限公司”。
8. 1 2 3  车辆编组以数字+字母表示，如“8A”代表“8节编组A型列车”。各列车车型分类由建标104-2008《城市轨道交通工程项目建设标准》规定，分为A、B、C等车型；而各车型的细节在中华人民共和国行业标准《地铁限界标准》（CJJ 96-2003）等规范中有较详细的规定。参见地铁车型。
9. 1 2  1号线和八通线贯通运营，相连接的四惠东站仅属于1号线，并不换乘。
10. 1 2  北京地铁最初线路为北京站－长椿街－南礼士路－古城路，称为北京地铁一期工程，其中北京站－长椿街段为现在2号线的一部分，而南礼士路－古城路则为1号线的一部分。1969年10月1日工程竣工，由于技术原因至1971年才逐步开通试运营。
11. 1 2 3 4  北京地铁1、2、13、八通线的列车在底架宽度、车体高度等指标相较标准B型列车而言较小。
12. ↑  虽然复八线区间车站均预留準8B编组条件，但由于一期区间车站仅能停靠準6B编组，而这些车站因修建年代较早且均为两端式分离站厅导致难以进行扩建改造，加上1号线与八通线直通运行。故到目前1号线只能沿用準6B列车运行。
13. ↑  贯通运营前原起点为四惠站。
14. 1 2  3号线、12号线以8A规格进行车站土建，初期以4A编组运营，近期远期高峰时段以两列车重联模式运营[參⁠ 24]。
15. 1 2  4号线和大兴线贯通运营，相连接的公益西桥站仅属于4号线，并不换乘。
16. ↑  8号线一期专门为满足2008年夏季奥运会和残奥会期间奥林匹克公园交通需求而建设。奥运会开幕前，8号线为空载运行，奥运会、残奥会期间，对持奥林匹克身份注册卡的各类人员和持当日赛事门票的观众开放。2008年国庆节长假期间，奥林匹克公园开放游览，8号线对持有当日奥林匹克公园参观券的游客开放。2008年10月9日起，8号线正式对公众开放运营。
17. 1 2  仅计入房山线主线，房山线跨线列车停靠车站和里程不记入内。
18. ↑  机场线列车采用非标准列车，车辆宽度为3.2米，较A型列车更宽；而每节列车长度为16.7或17.15米，较B型车（19米）而言更短。虽然采用直线电机牵引，但也不是建标104-2008或中华人民共和国行业标准《城市轨道交通直线电机牵引系统设计规范》（CJJ167-2012）中定义的直线电机列车车型。
19. 1 2 3 4 5  根据中国土木工程学会标准《市域快速轨道交通设计规范》（T/EECS 2-2017），D型列车是以CRH6F为蓝本进行缩短后的车辆。
20. ↑  原定于1968年完工的一期工程因文化大革命而被迫推迟。原地铁工程主管杨勇和北京市政府的很多成员都被打倒。
21. ↑  在林彪事件后，地铁于1971年9月13日至11月6日关闭。1973年8月12日至1974年6月30日以及1975年1月12日至31日，北京地铁因战备停运。1976年9月18日因召开毛泽东逝世追悼大会关闭。[參⁠ 105]
22. 1 2  22号线在线网规划中属于区域快线，其里程不计入到城市轨道交通线网内。但可跨线至23号线（即目前建设的平谷线：东大桥-副中心站-平谷）。
23. 1 2 3  未包含河北段里程。
24. ↑  西直门站为2号线、4号线、13号线换乘站，东直门站为2号线、13号线、首都机场线换乘站，平安里站为4号线、6号线、19号线换乘站，国家图书馆站为4号线、9号线、16号线换乘站，宋家庄站为5号线、10号线、亦庄线换乘站，金安桥站为6号线、S1线、11号线换乘站，三元桥站为10号线、12号线、首都机场线换乘站，十里河站为10号线、14号线、17号线换乘站，草桥站为10号线、19号线、大兴机场线换乘站。
25. ↑  其中东单站自动步道由于影响客流通过能力，曾于2010年拆除。
26. ↑  其中，黄村火车站、亦庄火车站、丰台站等车站取消了汉语拼音标注，而北京站、北京南站、北京西站及清河站则保留了汉语拼音及英译双行标注；除丽泽商务区使用拼音以外，其他以园区命名的地铁站均恢复为各自的英译站名；新首钢、奥体中心、奥林匹克公园等冬奥相关车站，以及4号线中段的动物园、人民大学、国家图书馆等站外灯箱已更换为新版标识的车站依然保留汉语拼音及英译标注，另有多个以门、桥或路为结尾的站名存在采用不同断词规则的问题。
27. ↑   註: